# 熊本地震 (2016年)
熊本地震（くまもとじしん）は、2016年（平成28年）4月14日21時26分以降に熊本県と大分県で相次いで発生した地震。
気象庁震度階級では最も大きい震度7を観測する地震が4月14日夜（前記時刻）および4月16日未明に発生したほか、最大震度が6強の地震が2回、6弱の地震が3回発生している。日本国内の震度7の観測事例としては、4例目（九州地方では初） および5例目 に当たり、一連の地震活動において、現在の気象庁震度階級が制定されてから初めて震度7が2回観測された。また、熊本県益城町で観測された揺れの大きさは計測震度6.7で、東北地方太平洋沖地震の時に宮城県栗原市で観測された揺れ（計測震度6.6）を上回り、国内観測史上最大となった。さらに、一連の地震回数（M3.5以上）は内陸型地震では1995年以降で最多となっている。

## 概要
4月14日21時26分、熊本県熊本地方を震央とする震源の深さ11 km、気象庁マグニチュード (Mj) 6.5、モーメントマグニチュード (Mw) 6.2 の地震（前震）が発生し、同県の益城町で震度7を観測した。
その28時間後の4月16日1時25分には、同じく熊本県熊本地方を震央とする震源の深さ12 km、Mj7.3、Mw7.0 の地震（本震）が発生し、西原村と益城町で震度7を観測した。Mj7.3 は1995年に発生した兵庫県南部地震（阪神・淡路大震災）と同規模である。
当初、14日に発生したM6.5 の地震が本震と想定されていた。しかし16日未明に上記Mj7.3 の地震が発生したことを受けて気象庁は同日、後者（16日未明）の地震が本震で、前者（14日）の地震は前震であったと考えられるとする見解を発表している。過去に当初の発表から訂正され、本震と余震が入れ替わる事態は海溝型地震である2011年の東北地方太平洋沖地震においても起こっているが、内陸直下型地震（活断層地震）でマグニチュード6.5以上の地震の後にさらに大きな地震が発生するのは、地震の観測が日本において開始された1885年以降で初めての事例であり、また同じ地点で震度7が2回観測されるのは、初めてのことであった。一方で、静岡大学客員教授の吉田明夫は14日と16日の地震のメカニズムが異なるとし、「『前震 - 本震』ではなく独立した活動とみた方がいい」と指摘している。
14日の地震は日奈久断層帯の北端部の活動、16日未明の地震は布田川断層帯の活動によるもので、隣接する二つの断層帯が連動することで発生した連動型地震とみられている。東京大学地震研究所教授の纐纈一起は、「活発な断層帯が隣り合う特別な条件下において一連の地震が発生した」と指摘している。一方、名古屋大学教授の鈴木康弘は「別々の断層帯でなく、一続きの断層帯とみるべき」と主張しており、前震の割れ残りが動いたことで本震が発生したとしている。
さらに16日の本震以降、熊本県熊本地方の北東側に位置する阿蘇地方から大分県西部にかけての地域と、大分県中部（別府-万年山断層帯周辺）地域においても地震が相次ぎ、熊本地方と合わせて3地域で活発な地震活動がみられた（詳細は後節）。熊本地方の大地震が離れた地域の地震活動を誘発した可能性（誘発地震）が考えられているが、このような例は気象庁の担当官も「（日本の）近代観測史上、聞いたことがない」としている。これらの理由により、前震・本震・余震の区別が難しいとされ、気象庁は「16日のものが本震とも言えるが、3種の区別をせずに見ていきたい」と説明している。
地震学者の石橋克彦は、前震と本震の大きさに関して厳密にM6.5で区切らなければ観測時代でも内陸の浅い地震にも多くの類似事例があり、歴史時代には近い時期に地震が連続した例として慶長豊後地震前後の一連の地震、寛文近江・若狭地震、善光寺地震、伊賀上野地震など多くの事例があるとしている。メディアなどは本地震の特異性を強調しすぎているが、この様な事例は決して不思議でもなく地震現象を冷静に理解しておくことが地震対策の基本であると指摘を行っている。遠田晋次も地震が連続した例として、2002年のデナリ断層帯の地震をはじめとして、過去には天正地震、慶長豊後地震-慶長伏見地震の一連の地震など遅れ破壊型の連鎖地震の例を挙げている。

### 名称
気象庁は最初の4月14日21時26分の地震を「平成28年（2016年）熊本地震」（英語: The 2016 Kumamoto Earthquake）と命名し、4月15日に発表した。4月16日には、さらに規模が大きい地震が発生し、同庁は4月17日、今後の状況を見た上で名称を再検討する意向を表明。しかし4月18日に、気象庁地震津波監視課課長の青木元が、記者会見で一連の地震について「熊本地震と引き続く地震活動と捉えている」との見解を示し、名称を変更しない考えを明らかにした。4月21日に気象庁は、「平成28年（2016年）熊本地震」は「4月14日21時26分以降に発生した熊本県を中心とする一連の地震活動」を指すとする説明を発表した。
報道においては朝日、産経、毎日、読売の各全国紙の電子版で熊本県外への地震の影響に言及する記事（2016年5月1日以降）でも見出しなどで「熊本地震」という呼称を使用している例がある。他方、大分県の地方紙である大分合同新聞の記事（4月22日付け朝刊以降）では、「熊本地震」のほか「熊本・大分地震」という呼称も使用している。

### 主な地震の一覧
熊本県又は大分県において2016年4月14日以降に発生した震度5弱以上またはMj5.0以上の地震を以下に示す。
なお、2019年1月3日に和水町で震度6弱を観測した地震について、気象庁の担当官や京都大学の梅田康弘は、熊本地震の活動領域から離れているため直接的な関連はないとの見解を示している。詳細は「熊本地震 (2019年)」を参照。
| 2016年04月14日21時26分#         | 熊本県熊本（深さ11km） 北緯32度44.5分 東経130度48.5分 / 北緯32.7417度 東経130.8083度 | 6.5 | 7            | [ 14 ]       |
| 2016年04月14日22時07分#         | 熊本県熊本（深さ8km） 北緯32度46.5分 東経130度50.9分 / 北緯32.7750度 東経130.8483度  | 5.8 | 6弱          | [ 40 ]       |
| 2016年04月14日22時38分#         | 熊本県熊本（深さ11km） 北緯32度40.6分 東経130度44.1分 / 北緯32.6767度 東経130.7350度 | 5.0 | 5弱          | [ 41 ]       |
| 2016年04月14日23時43分 (精査後) | 熊本県熊本（深さ14km） 北緯32度46.0分 東経130度49.6分 / 北緯32.7667度 東経130.8267度 | 5.1 | 5弱 (精査後) | [ 42 ]       |
| 2016年04月15日00時03分#         | 熊本県熊本（深さ7km） 北緯32度42.0分 東経130度46.6分 / 北緯32.7000度 東経130.7767度  | 6.4 | 6強          | [ 43 ]       |
| 2016年04月15日00時06分 (精査後) | 熊本県熊本（深さ11km） 北緯32度41.7分 東経130度45.1分 / 北緯32.6950度 東経130.7517度 | 5.0 | 5強 (精査後) | [ 44 ]       |
| 2016年04月15日01時53分          | 熊本県熊本（深さ12km） 北緯32度42.0分 東経130度45.1分 / 北緯32.7000度 東経130.7517度 | 4.8 | 5弱          | [ 45 ]       |
| 2016年04月16日01時25分05秒#     | 熊本県熊本（深さ12km） 北緯32度45.2分 東経130度45.7分 / 北緯32.7533度 東経130.7617度 | 7.3 | 7            | [ 15 ]       |
| 2016年04月16日01時25分37秒      | 大分県中部（深さ12km） 北緯33度16.4分 東経131度21.1分 / 北緯33.2733度 東経131.3517度 | 5.7 | [ 表註 5 ]   | [ 15 ] [ 8 ] |
| 2016年04月16日01時30分          | 熊本県熊本（深さ11km） 北緯32度38.9分 東経130度42.5分 / 北緯32.6483度 東経130.7083度 | 5.3 | 4            | [ 46 ]       |
| 2016年04月16日01時44分#         | 熊本県熊本（深さ15km） 北緯32度45.1分 東経130度45.6分 / 北緯32.7517度 東経130.7600度 | 5.4 | 5弱          | [ 47 ]       |
| 2016年04月16日01時45分#         | 熊本県熊本（深さ11km） 北緯32度51.7分 東経130度53.9分 / 北緯32.8617度 東経130.8983度 | 5.9 | 6弱          | [ 48 ]       |
| 2016年04月16日03時03分#         | 熊本県阿蘇（深さ7km） 北緯32度57.8分 東経131度05.2分 / 北緯32.9633度 東経131.0867度  | 5.9 | 5強          | [ 49 ]       |
| 2016年04月16日03時09分 (精査後) | 熊本県阿蘇（深さ10km） 北緯32度58.1分 東経131度05.2分 / 北緯32.9683度 東経131.0867度 | 4.2 | 5弱 (精査後) | [ 50 ]       |
| 2016年04月16日03時55分#         | 熊本県阿蘇（深さ11km） 北緯33度01.5分 東経131度11.4分 / 北緯33.0250度 東経131.1900度 | 5.8 | 6強          | [ 51 ]       |
| 2016年04月16日07時11分#         | 大分県中部（深さ6km） 北緯33度16.2分 東経131度23.7分 / 北緯33.2700度 東経131.3950度  | 5.4 | 5弱          | [ 52 ]       |
| 2016年04月16日07時23分          | 熊本県熊本（深さ12km） 北緯32度47.2分 東経130度46.4分 / 北緯32.7867度 東経130.7733度 | 4.8 | 5弱          | [ 53 ]       |
| 2016年04月16日09時48分#         | 熊本県熊本（深さ16km） 北緯32度50.8分 東経130度50.1分 / 北緯32.8467度 東経130.8350度 | 5.4 | 6弱          | [ 54 ]       |
| 2016年04月16日09時50分 (精査後) | 熊本県熊本（深さ15km） 北緯32度51.1分 東経130度49.7分 / 北緯32.8517度 東経130.8283度 | 4.5 | 5弱 (精査後) | [ 55 ]       |
| 2016年4月16日16時02分#          | 熊本県熊本（深さ12km） 北緯32度41.9分 東経130度43.2分 / 北緯32.6983度 東経130.7200度 | 5.4 | 5弱          | [ 56 ]       |
| 2016年04月18日20時41分#         | 熊本県阿蘇（深さ9km） 北緯33度00.1分 東経131度11.9分 / 北緯33.0017度 東経131.1983度  | 5.8 | 5強          | [ 57 ]       |
| 2016年04月19日17時52分#         | 熊本県熊本（深さ10km） 北緯32度32.1分 東経130度38.1分 / 北緯32.5350度 東経130.6350度 | 5.5 | 5強          | [ 58 ]       |
| 2016年04月19日20時47分          | 熊本県熊本（深さ11km） 北緯32度34.3分 東経130度39.1分 / 北緯32.5717度 東経130.6517度 | 5.0 | 5弱          | [ 59 ]       |
| 2016年04月29日15時09分          | 大分県中部（深さ7km） 北緯33度15.4分 東経131度22.0分 / 北緯33.2567度 東経131.3667度  | 4.5 | 5強          | [ 60 ]       |
| 2016年06月12日22時08分          | 熊本県熊本（深さ7km） 北緯32度26.9分 東経130度40.8分 / 北緯32.4483度 東経130.6800度  | 4.3 | 5弱          | [ 61 ]       |
| 2016年08月31日19時46分          | 熊本県熊本（深さ13km） 北緯32度43.3分 東経130度37.0分 / 北緯32.7217度 東経130.6167度 | 5.2 | 5弱          |              |
| 2017年07月02日00時58分          | 熊本県阿蘇（深さ11km） 北緯33度00.2分 東経131度14.2分 / 北緯33.0033度 東経131.2367度 | 4.5 | 5弱          |              |
| 2019年01月03日18時10分#         | 熊本県熊本（深さ10km） 北緯33度01.6分 東経130度33.2分 / 北緯33.0267度 東経130.5533度 | 5.1 | 6弱          |              |
| 2019年01月26日14時16分          | 熊本県熊本（深さ10km） 北緯33度00.9分 東経130度34.2分 / 北緯33.0150度 東経130.5700度 | 4.3 | 5弱          |              |
| 表註 1. 2. 3. 4. 5.             |                                                                                      |     |              |              |

| 最大震度ごとの地震の回数(震度5弱以上)は次の通り。 \| 最大震度 \| 回数 \| \| -------- \| ---- \| \| 震度7 \| 2回 \| \| 震度6強 \| 2回 \| \| 震度6弱 \| 4回 \| \| 震度5強 \| 5回 \| \| 震度5弱 \| 14回 \| \| 合計 \| 27回 \| |      |
| 最大震度 | 回数 |
| 震度7 | 2回  |
| 震度6強 | 2回  |
| 震度6弱 | 4回  |
| 震度5強 | 5回  |
| 震度5弱 | 14回 |
| 合計 | 27回 |

## 前震

### 4月14日21時26分の地震
4月14日21時26分、一連の地震で最初の地震（Mj6.5）が発生し益城町で震度7（計測震度6.6）を観測した。震度5弱以上が観測された市町村は以下の通り。熊本県の嘉島町では、地震直後に震度情報が未入電となり、震度5弱以上と推定されていた。中部地方の一部から九州地方にかけての範囲で震度1から震度4を観測した。
| 震度 | 都道府県 | 観測点名 |
| ---- | -------- | --- |
| 7    | 熊本県   | 益城町宮園 |
| 6弱  | 熊本県   | 玉名市天水町・西原村小森・嘉島町上島・宇城市松橋町・宇城市不知火町・宇城市小川町・宇城市豊野町・熊本東区佐土原・熊本西区春日・熊本南区城南町・熊本南区富合町                                                                                             |
| 5強  | 熊本県   | 玉名市横島町・菊池市旭志・宇土市浦田町・大津町大津・菊陽町久保田・御船町御船・熊本美里町永富・熊本美里町馬場・山都町下馬尾・氷川町島地・合志市竹迫・熊本中央区大江・熊本北区植木町                                                                       |
| 5弱  | 熊本県   | 熊本高森町高森・阿蘇市内牧・南阿蘇村吉田・南阿蘇村河陽・八代市平山新町・八代市松江城町・八代市千丁町・八代市鏡町・菊池市泗水町・長洲町長洲・大津町引水・甲佐町豊内・氷川町宮原・合志市御代志・和水町江田・上天草市大矢野町・上天草市松島町・天草市五和町 |
| 5弱  | 宮崎県   | 椎葉村下福良 |

気象庁は地震検知から3.8秒後の21時26分42.5秒に緊急地震速報（警報）を熊本県・大分県・宮崎県・福岡県・佐賀県の全域、長崎県の南西部と北部と島原半島、鹿児島県の薩摩地方と大隅地方、山口県の西部と中部、愛媛県の南予地方を対象として発表した。
|   | 観測点名    | 観測点コード | 最大加速度 Gal | 計測震度 |
| - | ----------- | ------------ | -------------- | -------- |
| 1 | KiK-net益城 | KMMH16       | 1580           | 6.4      |
| 2 | K-NET矢部   | KMM009       | 669            | 5.3      |
| 3 | K-NET熊本   | KMM006       | 604            | 5.9      |
| 4 | K-NET砥用   | KMM011       | 491            | 5.2      |
| 5 | KiK-net豊野 | KMMH14       | 357            | 5.4      |

この14日の地震は、北北西 - 南南東方向に張力軸を持つ、この地方で一般的な「右横ずれ断層」型であり、北北東 - 南南西方向に伸びる震源断層を持つと推定されている。政府の地震調査委員会は、この地震および翌日のMj6.4の地震は、日奈久断層帯（約81 km）の北端部に当たる、高野 - 白旗区間（約16 km）の活動によるものとの見解を発表している。地震調査委員会は地震前、同区間で将来M6.8程度の地震が発生すると推定し、発生確率は不明としていた。

### 4月15日0時3分の地震
最初の地震から約2時間半後の4月15日0時3分に熊本県熊本地方を震央とするMj6.4（Mw6.0）、最大震度6強の地震が発生している。気象庁が発表したこの地震の
震央は、最初の地震の震央より南西に約5.5 kmずれている。
気象庁はこの地震に対して若干の海面変動予想を発表したが津波は観測されなかった。
| 震度 | 都道府県 | 観測点名 |
| ---- | -------- | --- |
| 6強  | 熊本県   | 益城町宮園・宇城市豊野町 |
| 6弱  | 熊本県   | 宇城市松橋町・宇城市小川町・氷川町島地・熊本南区城南町 |
| 5強  | 熊本県   | 八代市千丁町・八代市鏡町・宇土市浦田町・西原村小森・御船町御船・嘉島町上島・熊本美里町永富・熊本美里町馬場・宇城市不知火町・氷川町宮原・熊本西区春日・熊本南区富合町 |
| 5弱  | 熊本県   | 八代市平山新町・八代市松江城町・玉名市天水町・甲佐町豊内・山都町下馬尾・熊本東区佐土原                                                                               |

## 本震

国土地理院による本震・前震の震源断層モデルと地震調査委員会による布田川・日奈久断層帯の位置図

最初の地震から約28時間後の4月16日午前1時25分5.4秒にMj7.3（Mw7.0）、最大震度7の地震が発生した。気象庁が発表したこの地震の震央は、4月14日に発生したMj6.5の地震の震央より西北西に約4.5 kmずれている。この地震の最大震度は当初、震度6強とされていたが、気象庁に送信されていなかった熊本県益城町と熊本県西原村の震度計のデータを同庁の現地調査で解析した結果、震度7を観測していたことが判明し、4月20日に公表された（計測震度は益城町で6.7・西原村で6.6）。
地震発生直後の1時27分、有明海と八代海の沿岸に津波注意報が発表されたが、内陸地震であったため津波は観測されず、約1時間後の2時14分に全て解除された。津波がなかったにもかかわらず気象庁が津波注意報を発表した理由は、地震による地殻変動が海域にも及ぶ可能性があると（当初は）判断されたためである。
気象庁は地震検知から3.9秒後の1時25分14.0秒に緊急地震速報（警報）を熊本県の全域、大分県の南部と西部、福岡県の筑後地方、佐賀県の南部、長崎県の南西部と島原半島、鹿児島県の薩摩地方、宮崎県の北部山沿いを対象として発表し、さらに4.7秒後（地震検知から8.6秒後）には福岡県の北九州地方と福岡地方と筑豊地方、佐賀県の北部、長崎県の北部と壱岐と五島、大分県の北部と中部、宮崎県の北部平野部と南部、鹿児島県の大隅地方と甑島、山口県の全域、広島県の南西部、島根県の東部、愛媛県の南予地方と中予地方、高知県の西部を対象に続報を発表した。

### 地震動

#### 震度
震度5弱以上が観測された市町村は以下の通り。このほか、山形県の一部から九州地方までの範囲で震度1から震度4を観測した。発震から約32秒後の1時25分37.4秒に大分県中部でMj5.7の地震が発生しており、下記における各地の震度はこの地震によるものも含む。
| 震度 | 都道府県 | 観測点名 |
| ---- | -------- | --- |
| 7    | 熊本県   | 西原村小森・益城町宮園 |
| 6強  | 熊本県   | 南阿蘇村河陽・菊池市旭志・宇土市浦田町・大津町大津・嘉島町上島・宇城市松橋町・宇城市小川町・宇城市豊野町・合志市竹迫・熊本中央区大江・熊本東区佐土原・熊本西区春日 |
| 6弱  | 熊本県   | 阿蘇市一の宮町・阿蘇市内牧・南阿蘇村中松・南阿蘇村河陰・八代市鏡町・玉名市横島町・玉名市天水町・菊池市隈府・菊池市泗水町・大津町引水・菊陽町久保田・御船町御船・熊本美里町永富・熊本美里町馬場・宇城市不知火町・山都町下馬尾・氷川町島地・合志市御代志・和水町江田・熊本南区城南町・熊本南区富合町・熊本北区植木町・上天草市大矢野町・天草市五和町 |
| 6弱  | 大分県   | 別府市鶴見・由布市湯布院町川上 |
| 5強  | 福岡県   | 久留米市津福本町・柳川市三橋町・大川市酒見・みやま市高田町 |
| 5強  | 佐賀県   | 佐賀市川副・佐賀市久保田・上峰町坊所・神埼市千代田 |
| 5強  | 長崎県   | 南島原市北有馬町 |
| 5強  | 熊本県   | 南小国町赤馬場・熊本小国町宮原・産山村山鹿・熊本高森町高森・南阿蘇村吉田・八代市平山新町・八代市松江城町・八代市千丁町・玉名市中尾・山鹿市菊鹿町・山鹿市鹿本町・山鹿市鹿央町・菊池市七城町・玉東町木葉・長洲町長洲・甲佐町豊内・氷川町宮原・芦北町芦北・芦北町田浦・上天草市松島町                                                                 |
| 5強  | 大分県   | 別府市天間・豊後大野市清川町・日田市前津江町・竹田市直入町・竹田市荻町・九重町後野上 |
| 5強  | 宮崎県   | 椎葉村下福良・高千穂町三田井・宮崎美郷町田代 |
| 5弱  | 愛媛県   | 八幡浜市保内町 |
| 5弱  | 福岡県   | 福岡市南区塩原・遠賀町今古賀・久留米市小森野町・久留米市城島町・久留米市三潴町・久留米市北野町・柳川市大和町・柳川市本町・八女市吉田・八女市黒木町今・八女市矢部村・八女市本町・筑後市山ノ井・小郡市小郡・大木町八町牟田・福岡広川町新代・筑前町篠隈・みやま市瀬高町                                                                               |
| 5弱  | 佐賀県   | 佐賀市駅前中央・佐賀市栄町・佐賀市諸富・佐賀市東与賀・白石町福田・白石町福富・白石町有明・みやき町北茂安・みやき町三根・小城市芦刈・神埼市神埼 |
| 5弱  | 長崎県   | 諫早市多良見町・島原市有明町・雲仙市国見町・雲仙市小浜町雲仙・南島原市口之津町・南島原市西有家町・南島原市深江町・南島原市加津佐町 |
| 5弱  | 熊本県   | 阿蘇市波野・八代市東陽町・八代市泉支所・八代市坂本町・荒尾市宮内出目・玉名市岱明町・山鹿市老人福祉センター・山鹿市山鹿・南関町関町・宇城市三角町・山都町大平・山都町今・和水町板楠・人吉市西間下町・あさぎり町須恵・山江村山田・水俣市牧ノ内・津奈木町小津奈木・上天草市姫戸町                                                                     |
| 5弱  | 大分県   | 大分市長浜・別府市上野口町・臼杵市臼杵・津久見市宮本町・佐伯市蒲江蒲江浦・佐伯市春日町・佐伯市鶴見・佐伯市上浦・日田市上津江町・日田市田島・日田市中津江村栃野・竹田市久住町・竹田市会々・玖珠町帆足 |
| 5弱  | 宮崎県   | 延岡市北川町川内名白石・延岡市北方町卯・椎葉村総合運動公園・高千穂町寺迫 |
| 5弱  | 鹿児島県 | 長島町獅子島・長島町伊唐島 |

熊本県の西原村と益城町で震度7を観測。同一の地震により複数箇所（2箇所以上）の観測点で震度7を観測したのは、1996年に震度計による震度観測が開始されて以来初めてのことであった。

#### 長周期地震動
4月16日の本震（M7.3）において観測された長周期地震動階級は以下の通り。
| 階級 | 地方       | 地域 |
| ---- | ---------- | --- |
| 4    | 九州       | 熊本県阿蘇・熊本 |
| 3    | 九州       | 福岡県筑後、大分県中部・西部 |
| 2    | 関東       | 千葉県北西部 |
| 2    | 近畿       | 大阪府南部 |
| 2    | 中国・四国 | 鳥取県西部、徳島県北部、高知県東部・西部、山口県東部 |
| 2    | 九州       | 佐賀県南部、長崎県北部・島原半島、熊本県球磨・天草芦北、大分県北部・南部、宮崎県北部平野部・北部山沿い・南部平野部・南部山沿い、鹿児島県薩摩                         |
| 1    | 関東       | 茨城県南部、群馬県南部、埼玉県北部・南部、千葉県北東部・南部、東京都23区、神奈川県東部                                                                               |
| 1    | 中部       | 新潟県下越、富山県東部・西部、石川県加賀、福井県嶺北・嶺南、長野県中部・南部、静岡県西部、愛知県西部、三重県北部・中部                                               |
| 1    | 近畿       | 滋賀県南部、京都府北部、大阪府北部、兵庫県北部・南東部・南西部・淡路島、和歌山県北部・南部                                                                           |
| 1    | 中国・四国 | 鳥取県東部・中部、島根県東部、西部、岡山県北部・南部、広島県北部・南東部・南西部、徳島県南部、香川県西部、愛媛県東予・中予・南予、高知県中部、山口県北部・西部・中部 |
| 1    | 九州       | 福岡県福岡・北九州・筑豊、佐賀県北部、長崎県南西部・壱岐、鹿児島県大隅                                                                                               |

はるか遠くの関東平野にも長周期地震動が伝わり、震源から約900kmも離れた千葉県北西部でも長周期地震動階級2が観測されるほどであった。

#### 加速度
本震における最大加速度は以下の表のとおり。前震と異なり、上位10観測地点ですべて600 galを超える値を観測している。
|    | 観測点名    | 観測点コード | 最大加速度 Gal | 計測震度 |
| -- | ----------- | ------------ | -------------- | -------- |
| 1  | KiK-net益城 | KMMH16       | 1362           | 6.5      |
| 2  | K-NET宇土   | KMM008       | 882            | 6.2      |
| 3  | K-NET熊本   | KMM006       | 843            | 6.0      |
| 4  | K-NET矢部   | KMM009       | 831            | 5.7      |
| 5  | KiK-net菊池 | KMMH14       | 800            | 6.1      |
| 6  | K-NET砥用   | KMM011       | 778            | 5.6      |
| 7  | K-NET湯布院 | OIT009       | 723            | 6.0      |
| 8  | KiK-net小国 | KMMH02       | 687            | 5.5      |
| 9  | K-NET大津   | KMM005       | 669            | 5.7      |
| 10 | KiK-net豊野 | KMMH14       | 612            | 5.8      |

なお、韓国の釜山広域市では改正メルカリ震度階級IIIと推定されている。
防災科学技術研究所設置のKiK-net益城の速度応答スペクトルでは、周期0.9秒前後に300センチメートル毎秒 (cm/s) 近いピークがある。家屋被害に大きな影響を及ぼす1 - 2秒周期も200 cm/s前後あり、1995年の兵庫県南部地震（阪神・淡路大震災）と同程度かそれ以上の、家屋被害を起こしやすい揺れであった。また、非常に強い長周期地震動を観測し、周期3 - 4秒において、1995年兵庫県南部地震時の神戸市、2003年十勝沖地震時の北海道苫小牧市、2011年東北地方太平洋沖地震時の宮城県栗原市でそれぞれ観測した揺れを上回った。

### メカニズム
この地震は、南北方向に張力軸を持つ右横ずれ断層型（正断層成分を含む）の内陸地殻内地震であり、北東 - 南西方向に伸びる震源断層を持つと推定される。政府の地震調査委員会は発生翌日の17日、布田川断層帯（約64 km以上）の北東端に当たる布田川区間（約19 km）がこの地震の震源断層で、同区間を含む約27 kmが動いたという見解を発表した。同区間で将来的に発生する地震はマグニチュード7.0程度と推定されていたが、今回の地震で動いた断層の範囲は調査委の想定よりも東西に数 kmずつ長く、東側は阿蘇山のカルデラまで達していた。また、この付近では前震の震源域とされる日奈久断層帯と布田川断層帯が交差しており、これらの断層帯が連動して動いたことで、前震と本震を中心とした熊本県熊本地方における一連の地震活動が引き起こされた可能性が指摘されている。

## 長周期地震動
4月14日21時26分の発震からの一連の地震では、階級1以上の長周期地震動を2018年8月までに計13回公表している。特に、最初の発震（4月14日21時26分、M6.5）では階級3、その40分後の地震（4月14日22時7分、M5.8）では階級2を記録、さらに翌15日深夜の地震（4月15日0時3分、M6.4）と、翌16日深夜に最大規模となった地震（4月16日1時25分、M7.3）では気象庁が2013年3月に「長周期地震動に関する観測情報」の公開を開始以来初めてとなる階級4を共に記録している。
ただし気象庁の事後的なデータ分析によって、2013年2月以前においても、2004年の新潟県中越地震や2011年の東北地方太平洋沖地震（東日本大震災）でも階級4相当の長周期地震動が発生していたことが判明している。

## 余震域外での地震活動の活発化
4月16日1時25分の熊本県熊本地方の地震（Mj7.3）以降、熊本県の阿蘇地方（阿蘇山の北東側）および大分県中部（別府市から由布市付近）においても地震活動が活発化した。熊本県の阿蘇地方を震源とするものでは、最大でMj5.9、最大震度6強を観測した。また、大分県中部では熊本地方のMj7.3の直後（同時刻）にM5.7前後の地震が発生して最大震度6弱を観測し、その後も地震活動が続いた。大分県中部の地震活動は別府-万年山断層帯付近において発生している。
気象庁は、熊本県阿蘇地方と大分県の地震について熊本地方における一連の地震の震源域からは離れており、別の地震活動と見ている。一連の地震は九州中部の北東から南西にかけて広がる別府‐島原地溝帯に沿って発生しており、東京大学の平田直や名古屋大学の山岡耕春などの専門家らは、熊本県阿蘇地方と大分県の地震について本震 (Mj7.3) による誘発地震である可能性を指摘している。東北大学教授の遠田晋次は、本震の断層運動によって周辺地域での急激な応力変化が起きた（周辺地域の力のバランスが崩れた）ことにより、阿蘇地方や大分県の地震が発生したと推定している。また、益城町は布田川断層帯と日奈久断層帯の交差する地点に位置し、2度の激震に襲われる原因ともなった。遠田によれば、このような地震の誘発は科学的に特に異常な現象ではないという。なお別府‐島原地溝帯では、南北方向に引っ張る力がはたらいており、一連の地震活動で発生した地震の多くも、南北方向に張力軸を持つ横ずれ断層型であった。
防災科学技術研究所や気象庁の発表によると、4月16日未明の本震発生の32秒後、大分県（由布市付近）を震源とするM5.7前後の地震が発生していたとみられる。大分県の由布市と九重町で、本震の揺れが始まった後、観測点付近で発生した別の地震によるとみられる、より大きな揺れが観測されていた。本震の際に由布市では震度6弱の激しい揺れを観測したが、これは本震に誘発地震の揺れが重なった結果で、誘発地震がなければ震度4程度だったと考えられるという。

## 地震活動の推移
最初の地震から1か月後までには、大分県中部の地震活動は低下した。熊本県熊本地方および阿蘇地方では、5月以降減衰傾向であるが6年後の2022年現在も活動が継続している。
4月14日21時以降、2年後の2018年4月13日までに一連の地震で震度1以上を観測する地震（有感地震）は4,481回発生しており、うち最大震度4以上の地震は145回発生している。最初の地震から1年間の有感地震は4,297回で、新潟県中越地震の999回、鳥取県西部地震の1,196回を超え、内陸または沿岸で発生した地殻内地震としては、震度計による観測が始まった1996年4月以降で最多となっている。
気象庁は、複数の地震を一つの地震としてカウントしていた地震について精査を行い10月11日に発表した。精査の結果、最大震度1以上の地震回数が確定し、最大震度5強の地震が1回(15日0時6分)、5弱の地震が3回（14日23時43分、16日3時9分、16日9時50分）増えるなど、10月10日24時現在で、有感地震は計1,944回増え、2,136回から4,089回へと修正された。
| 日                      | 最大震度 | 最大震度 | 最大震度 | 最大震度 | 最大震度 | 最大震度 | 最大震度 | 小計 |
| 日                      | 3        | 4        | 5弱      | 5強      | 6弱      | 6強      | 7        | 小計 |
| ----------------------- | -------- | -------- | -------- | -------- | -------- | -------- | -------- | ---- |
| 4月14日 （21時以降）    | 21       | 12       | 2        | —        | 1        | —        | 1        | 37   |
| 4月15日                 | 19       | 10       | 1        | 1        | —        | 1        | —        | 32   |
| 4月16日                 | 153      | 51       | 6        | 1        | 2        | 1        | 1        | 215  |
| 4月17日                 | 29       | 11       | —        | —        | —        | —        | —        | 40   |
| 4月18日                 | 23       | 4        | —        | 1        | —        | —        | —        | 28   |
| 4月19日                 | 20       | 2        | 1        | 1        | —        | —        | —        | 24   |
| 4月20日                 | 15       | 1        | —        | —        | —        | —        | —        | 16   |
| 4月21日                 | 11       | 2        | —        | —        | —        | —        | —        | 13   |
| 4月22日                 | 4        | 1        | —        | —        | —        | —        | —        | 5    |
| 4月23日                 | 1        | —        | —        | —        | —        | —        | —        | 1    |
| 4月24日から 5月 7日まで | 45       | 9        | —        | 1        | —        | —        | —        | 55   |
| 5月 8日から 5月21日まで | 18       | 2        | —        | —        | —        | —        | —        | 20   |
| 5月22日から 6月 4日まで | 9        | —        | —        | —        | —        | —        | —        | 9    |
| 6月 5日から 6月18日まで | 5        | 2        | 1        | —        | —        | —        | —        | 8    |
| 6月19日から 7月2日まで  | 5        | 2        | —        | —        | —        | —        | —        | 7    |
| 累計                    | 378      | 109      | 11       | 5        | 4        | 2        | 2        | 510  |

### 地震活動の見通し
気象庁は通常、大きな規模の地震の後には余震の発生確率を発表しているが、熊本地震では「過去の経験則があてはめられない」として発表を取りやめた。
4月24日午後の気象庁の記者会見で地震津波監視課長・青木元は熊本県と大分県の地震活動について、「全体的には回数の増減を繰り返しながら地震が継続している」と述べ、それまでの地震で揺れが強かった地域では家屋の倒壊や土砂災害の危険性が高まっているので、引き続き強い揺れに警戒するように呼びかけた。最初の地震から約1か月後の5月13日、政府の地震調査委員会は今後も最低1か月程度は熊本県熊本・阿蘇地方でM5 - 6（最大震度6弱程度）、大分県中部でM5程度（最大震度5強程度）の余震が発生する可能性があるとの評価をまとめた。地震調査委員会はさらに、過去に2 - 3か月の間隔を置いて同程度の地震が発生した例があるとして、「今後も最低2か月程度は、震度6弱以上の揺れに見舞われることも否定できない」と発表した。
離れた地域などでこれまでに経験したことのない地震活動の広がり方をしていることから、活動の範囲がさらに拡大する可能性も指摘された。複数の専門家が、大きな地震がまだ起きていない日奈久断層帯の南西側部分（八代市から水俣市付近）へ地震活動が広がる可能性を指摘しており、最も危惧されている。気象庁も4月17日、地震活動が南西側に広がっているとして注意を呼び掛けた。また、京都大学教授の林愛明は、大分県で大きな地震が発生する可能性やさらに東隣の中央構造線断層帯に影響が及ぶ可能性を指摘した。1596年（文禄5年）には慶長伊予地震、慶長豊後地震、慶長伏見地震が数日の間に連続して発生した例がある。これに対して京都大学名誉教授の岡田篤正は、1596年の地震によって中央構造線断層帯にたまったひずみは解消されており、この断層帯が大きな地震を起こす可能性は低いと考察している。
別府 - 島原地溝帯の延長線上には、九州西方沖から台湾付近へ伸びる海底盆地沖縄トラフがある。熊本地震の約5か月前の2015年11月14日、沖縄トラフ北端付近の薩摩半島西方沖でMj7.1の地震が発生しており、東京大学地震研究所の古村孝志や九州大学准教授の松島健は、この地震と熊本地震との関連性を指摘している。
国際日本文化研究センター准教授の磯田道史は、約400年前の元和5年3月17日（1619年5月1日）に熊本県八代地方で今回の熊本地震と似たケースの地震が起こっていたことを指摘しており、古文書によると余震は長期間続き、現在の大分県に当たる豊後地方も大きく揺れたとの記述があり、さらに度重なる地震で熊本城も崩れたという。

## 地殻変動
国土地理院による衛星画像の解析によると、一連の地震で、布田川断層帯の北側では最大1 m以上の沈降、南側では最大30 cm以上の隆起が起きたと見られる。また、水平方向には、布田川断層帯の北側で東向きに最大1 m以上、南側で西向きに最大50 cm以上ずれたと見られる。政府の地震調査委員会によると、布田川断層帯沿いで長さ28 km、日奈久断層帯沿いで長さ6 kmの地表地震断層が発見された。益城町では、地表に断層のずれが現れ、水平方向に約2 m食い違っている様子が確認された。

## 火山活動への影響
16日午前8時30分ごろに阿蘇山の中岳第一火口で小規模な噴火が発生し火口から噴煙が上空100 mにまで上がった。気象庁は一連の地震との関連性は分からないとしながらも、九州大学教授であり火山噴火予知連絡会副会長でもある清水洋は、「阿蘇山のかなり近い場所で大規模な地震が発生したことで今後の火山活動に影響なしとは言い切れない」と発言した。京都大学火山研究センターの大倉敬宏によると、地震の揺れによって火口内で土砂崩れが発生し、その土砂が火山ガスや蒸気によって噴き上げられたもので、マグマによる火山活動ではなかったとみられる。

## 被害・影響

### 人的被害
| 死者（合計）：                                                                                                  | 277 人      |
| 直接死： | 50 人       |
| 関連死： | 222 人      |
| 豪雨被害関連死*1：                                                                                              | 5 人        |
| 行方不明者： | 0 人        |
| 負傷者： | 2,809 人    |
| 避難者数*2： | 183,882 人  |
| 被害総額*3： | 最大4.6兆円 |
| 2024年8月14日現在                                                                                               |             |
| *1 6月19日から6月25日の豪雨被害で 熊本地震との関連が認められた死者 *2 熊本県の最大時、4月17日9時 *3 #推計被害額 |             |

| 都道府県 | 市町村   | 直接死 | 災害関連死 | 豪雨災害による関連死 | 計  |
| -------- | -------- | ------ | ---------- | -------------------- | --- |
| 熊本県   | 熊本市   | 4      | 80         | 2                    | 86  |
| 熊本県   | 宇土市   | 0      | 10         | 2                    | 12  |
| 熊本県   | 宇城市   | 0      | 12         | 0                    | 12  |
| 熊本県   | 美里町   | 0      | 1          | 0                    | 1   |
| 熊本県   | 菊池市   | 0      | 4          | 0                    | 4   |
| 熊本県   | 合志市   | 0      | 7          | 0                    | 7   |
| 熊本県   | 大津町   | 0      | 4          | 0                    | 4   |
| 熊本県   | 菊陽町   | 0      | 6          | 0                    | 6   |
| 熊本県   | 阿蘇市   | 0      | 20         | 0                    | 20  |
| 熊本県   | 高森町   | 0      | 3          | 0                    | 3   |
| 熊本県   | 南阿蘇村 | 16     | 14         | 0                    | 30  |
| 熊本県   | 西原村   | 5      | 3          | 0                    | 8   |
| 熊本県   | 御船町   | 1      | 9          | 0                    | 10  |
| 熊本県   | 嘉島町   | 3      | 2          | 0                    | 5   |
| 熊本県   | 益城町   | 20     | 22         | 0                    | 42  |
| 熊本県   | 甲佐町   | 0      | 3          | 0                    | 3   |
| 熊本県   | 山都町   | 0      | 3          | 0                    | 3   |
| 熊本県   | 八代市   | 1      | 3          | 0                    | 4   |
| 熊本県   | 氷川町   | 0      | 3          | 0                    | 3   |
| 熊本県   | 上天草市 | 0      | 0          | 1                    | 1   |
| 大分県   | 由布市   | 0      | 3          | 0                    | 3   |
| 計       | 計       | 50     | 222        | 5                    | 277 |

一連の地震で、倒壊した住宅の下敷きになったり土砂崩れに巻き込まれるなどして熊本県で合計50人の死亡（直接死）が確認されている。このうち、14日の前震から本震前の15日までには益城町と熊本市で計9人の死亡が確認されていた。熊本市によると同市内の病院には14日23時ごろ時点で、地震で重軽傷を負った70人以上が運ばれていた。死者50人のうち、37人は家屋の倒壊、10人は土砂災害、1人は火災、1人は塀の下敷きになったことによる死者だった。家屋倒壊死37人のうち、7人は前震で、30人は本震で死亡している。また、土砂災害による死者10人はいずれも南阿蘇村で被災している。なお負傷者は熊本県・大分県内だけでなく、佐賀県、福岡県、宮崎県でも発生した。
益城町など布田川・日奈久断層帯に沿っておよび周辺の河川に沿って犠牲者が集中したことがわかり、熊本大学教授の渋谷秀敏によると、益城町などに直接死者が集中した原因として、震央に近いこと、活断層の摺動のうち地表部分での変動が大きかったこと、河川跡地や扇状地など地盤の弱い所では揺れが増幅しやすいことを原因としてあげている（表層地盤増幅率）。

#### 災害関連死
避難生活によるストレスや持病の悪化などで亡くなる災害関連死も相次いだ。2019年4月12日現在、この熊本地震による災害関連死と自治体に認定された人は218人に上っている。内訳は、静脈血栓塞栓症（エコノミークラス症候群）などにより車中泊後に死亡した人が少なくとも33人、病院や高齢者施設が被災して転院・移動中に死亡した人が少なくとも27人、などとなっている。熊本県だけでなく、大分県でも3人が災害関連死に認定されている。
衛生管理が悪い避難所もあり、また損傷でガスや水道が使えない一部の病院もあったといわれる。地獄温泉の清風荘で51名、垂玉温泉で17名が道路寸断の影響で孤立しており、宿泊客は建物外に避難し炊き出しを受けている。阿蘇市の避難所で17日、77歳の女性が死亡したがストレス等による災害関連死とみられる。
地震後に車中泊で避難生活を送る被災者も多かった。被災者が挙げた理由は、避難所では他人に気を使うこと、車だとすぐに逃げられること、余震で避難施設が損壊する恐れがあること等。益城町のグランメッセ熊本の駐車場では18日時点で、数千人が車中泊していた。だが、避難所の外で車中泊していた50 - 60代の女性3人が静脈血栓塞栓症（エコノミークラス症候群）で意識不明の重体となり救急搬送され、他6人が同症候群と診断された。18日、車中泊をしていた50代の女性1人がエコノミークラス症候群で死亡し、5月15日までに同症候群に罹ったとみられるのは51人となった。
その他にも、4月26日までに被災住家の屋根修理の際に転落し17人が重軽傷を負っており注意を呼びかけている。

### 避難生活
16日未明の地震後、避難者は最多で18万3882人に上った。19日12時現在、熊本県の避難者は計約11万6900人、大分県の避難者は812人となった。
5月8日までに熊本市は公民館や公共センター施設など、空調や生活施設などが整備された拠点避難所を市内に延べ21か所開設し延べ3,600人を避難させる予定であった。避難所の環境改善と市立学校の授業再開に目処をつけるため、同日までに学校施設にある避難所を含め58か所を閉鎖し集約している。テント村も撤去され、避難所へと住民が入った。避難所では、布を使いプライバシーを守ろうとしている。
最初の地震から7か月後の11月18日、最後まで残っていた西原村の避難所が閉鎖され、熊本地震による避難者はゼロとなった。

### 推計被害額
2016年5月1日時点で官公庁からの推計被害総額の発表は無い。石原伸晃経済財政政策担当大臣は総額の分析は5月連休明け以降になるとしている。以下は報道による。
| 項目         | 推計被害額                            | 項目明細                               | 備考               |
| ------------ | ------------------------------------- | -------------------------------------- | ------------------ |
| 社会基盤施設 | 熊本県 1,700億円以上                  | 橋梁、道路、河川、公園等               | 熊本県試算、速報値 |
| 農林水産関係 | 熊本県 1,022億円以上 大分県 5億円以上 | 農地・農業用施設、林野、水産関係施設等 | 熊本県試算、速報値 |

### 建物・施設
消防庁の発表によると、2019年4月12日現在、住宅の全壊が8,667棟、半壊が34,719棟、一部破損が163,500棟、床上浸水が114棟、床下浸水が156棟、確認されている。また公共建物の被害が467棟確認されている。
家屋被害は建築基準法が改正された1981年以前に建築された古い木造家屋に集中しており、九州では台風対策のため重い瓦を使う住宅が多い点も被害を拡大させた。一方で、震度7を2回観測した益城町では耐震基準がさらに強化された2000年以降に建てられたと見られる住宅の全壊もあった。同法の耐震基準は、震度6強から7の揺れでも倒壊しない水準を求めているが、強い揺れに2度襲われることは想定されていなかった。また、被災地域における地震地域係数を三大都市圏などよりも低く設定されていたことで多少の被害を受けた建物もあった。
被災後の建物の危険性を調べる応急危険度判定は5月1日までに当初予定分を終え、判定を行った46,966棟のうち13,113棟の建物が倒壊するおそれのある「危険」判定を受けた。

#### 熊本県
- 宇土市、八代市、益城町、大津町、人吉市の計5市町の本庁舎

損壊したり、余震で倒壊する恐れがあるため使用を中止して役場機能を移動させた。宇土市では、市役所の庁舎が半壊。八代市では、市役所の本庁舎に亀裂が入り倒壊する恐れが出てきたため、市の機能を千丁支所と鏡支所に移転した。
- 熊本市内の市立幼稚園、小学校、中学校、高校

そのうち134棟、4月26日までに応急危険度判定で「危険」の判定を受けており、体育館や給食調理場が使えず影響が出ているところもある。また同日、熊本市内の小中学生で被災などを理由に市外に転校したと見られる人数が252人以上に上ることがわかった。
- 熊本市立熊本市民病院（熊本市東区）

建物が傾き、倒壊の恐れがあるとして自衛隊などにより患者の移送がなされた。また、御船町の希望ヶ丘病院でも倒壊の恐れが出ている他、益城病院や益城中央病院でも停電などが発生しており、患者を避難させるなどの対応を取っている。
- 熊本城天守閣（熊本市立熊本博物館分館）（熊本市中央区）

大小天守の屋根瓦が崩落したうえ、大天守の棟上にあった瓦製の鯱（しゃちほこ）が落下した。
2016年11月4日、熊本市は天守（熊本城天守閣）内部を撮影した動画を公開した。天守入り口に位置する地下部分の石垣が崩落し、一部床の傾きや大天守の最上階に当たる6階の柱も一部破損している状態が確認された。
- 農業用ダム・大切畑ダム（阿蘇郡西原村）

大量の漏水が確認され、800人に避難指示が出された。
- グランメッセ熊本（上益城郡益城町）

地震の影響で著しい破損を生じたこと、および観衆の安全確保上の理由などから新日本プロレスが4月29日に興行を予定していた『レスリング火の国2016』熊本大会の開催中止を決定、7月9日に予定されていた将棋日本シリーズトーナメント1回戦（深浦康市九段×行方尚史八段）も中止が決定するなど、同会場で開催予定のイベントが相次いで中止となっている。
- 藤崎台県営野球場（熊本市中央区）

バックスクリーンの壁の一部がはがれ落ちる被害があった。その後の調査では内野観覧席の破損、外野グラウンドの隆起、照明灯の落下といった被害も明らかとなった。なお、この影響で4月19日に藤崎台で行われる予定だったセントラル・リーグの公式戦・巨人VS中日戦が中止となった が、同年10月に東京ドームで振り替えて行われた。
- 熊本競輪場（熊本市中央区水前寺）

同競輪場は特別観覧席にある配水管が損傷し床が水浸しになったほか、窓ガラスが全て破損したためバンク内にも破片が飛び散った。この影響で、同競輪場に於ける他場開催の場外車券発売を中止し 施設を暫定的に4月29日まで閉場した。すべてを復旧させるには数か月の期間を要することから5月に予定されていた開催は中止となる見込みとなった。

#### 大分県
- オートポリス（日田市上津江町）

コースや建物の壁にヒビが入ったり、地盤沈下などの被害を受け5月31日までの施設閉鎖を決定した。このため、5月21日・22日に開催予定だったSUPER GT第3戦、6月11日・12日に開催予定だった全日本ロードレース選手権第4戦、9月10日・11日に開催予定だった全日本スーパーフォーミュラ選手権第5戦 がいずれも中止になるなどレーススケジュールにも影響が出ている。

#### 福岡県
- アクシオン福岡メインアリーナ（福岡市博多区東平尾公園）

地震の影響で施設の一部破損が生じたことにより、日本プロバスケットボールリーグのライジング福岡は4月23日・24日にアクシオン福岡での開催が組まれていたバンビシャス奈良とのホームゲーム二連戦について会場を北九州市立総合体育館に変更して挙行した。

### 文化財

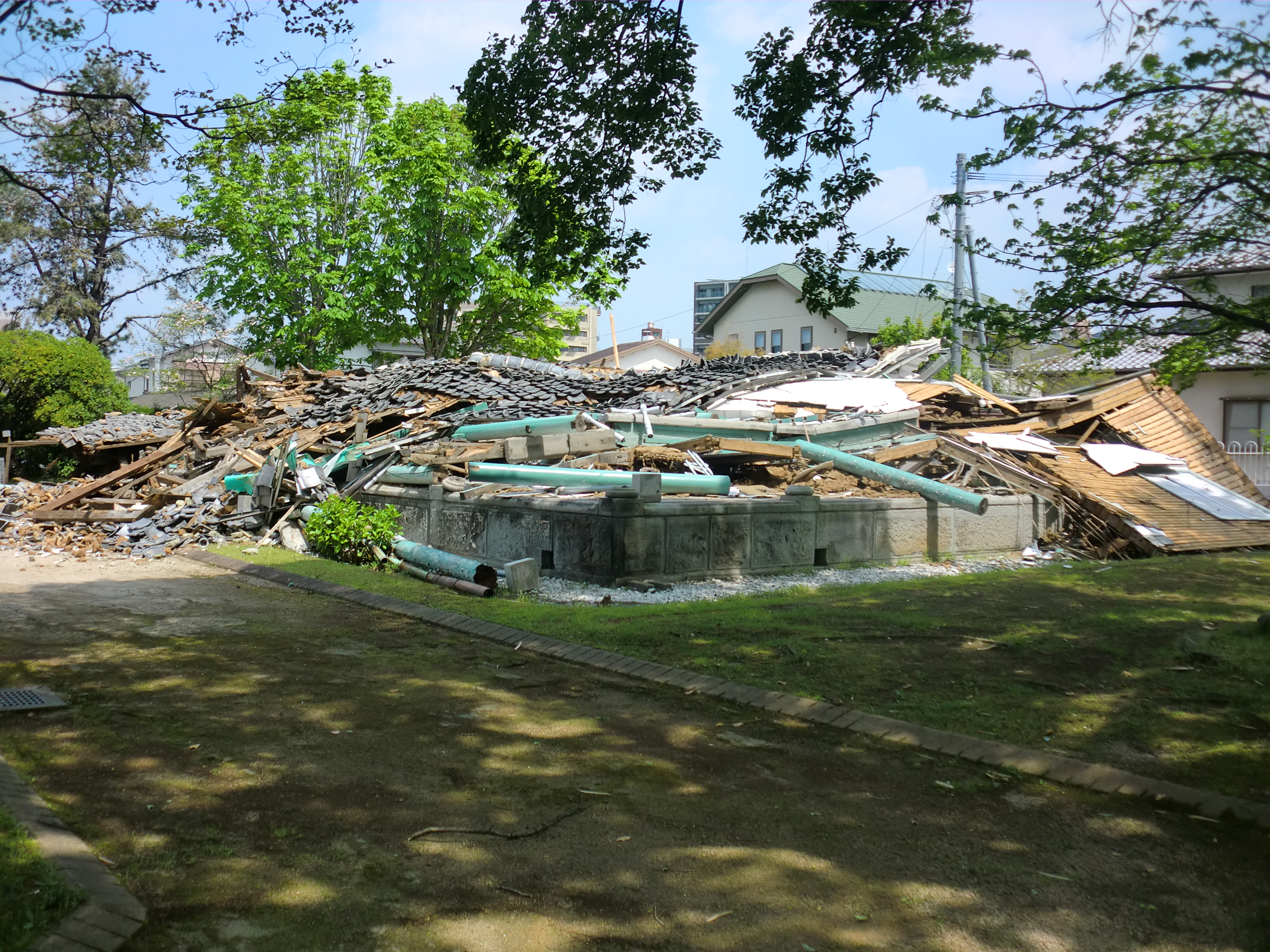
ジェーンズ邸（熊本市）。2016年4月19日現在の様子。4月14日に壁の一部が崩壊、16日に全壊した。

九州地方での文化財への被害は自治体指定のものを含め300件を超えた。5月10日時点で九州地方の国の指定文化財の被害は134件、そのうち熊本県内の被害は85件であった。熊本市内の県と市の指定文化財の被害は42件あった。
日本イコモス国内委員会は2016年5月3日から同月6日の期間に日本建築学会、ワールド・モニュメント財団等と共同で18名の調査団を結成して派遣した。2016年5月12日「熊本地震で被災した文化財等の保存に向けた緊急アピール」を発表した。

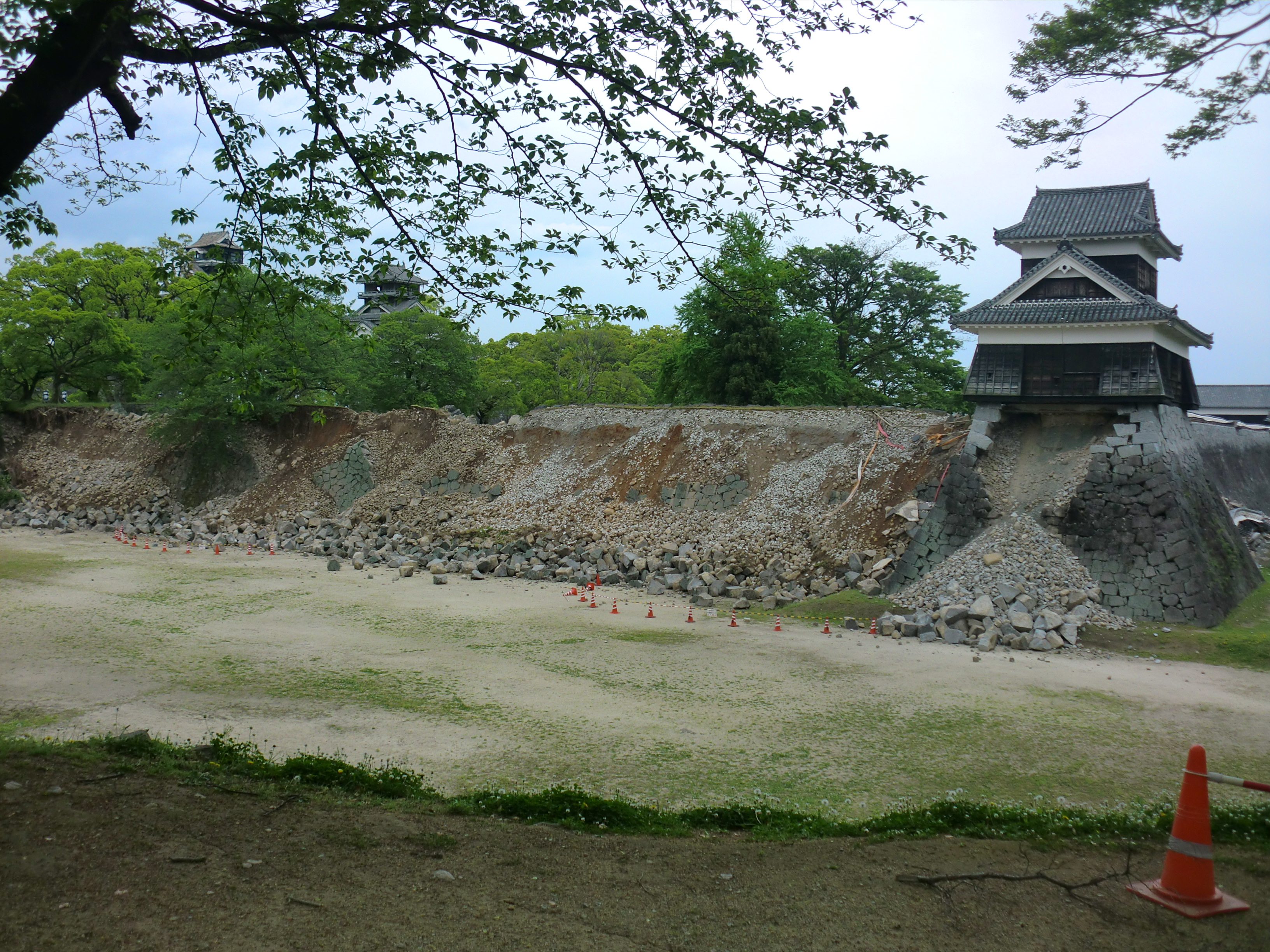
熊本城（熊本市）。2016年4月18日現在の様子。西出丸の北側石垣と戌亥櫓の櫓台石垣の一部が崩れている。

- 熊本城（熊本市中央区。国の特別史跡）

石垣が少なくとも6か所で崩れ、国の重要文化財に指定されている長塀が100メートルにわたって倒壊した。さらに16日の本震で、築城当初から残っていた国の重要文化財の東十八間櫓・北十八間櫓が石垣とともに倒壊・崩落し、隣の熊本大神宮の社務所を押し潰した。
- 熊本洋学校教師館ジェーンズ邸（熊本市中央区。熊本県の重要文化財）

14日の前震で壁が崩壊する被害があり16日の本震では建物が崩落した。
- 阿蘇神社（熊本県阿蘇市。国の重要文化財）

国の重要文化財の楼門と拝殿が全壊した。
- 永山城跡（大分県日田市。大分県の史跡）

大分県の史跡に指定されていた永山城跡の本丸石垣が崩落した。

### 土砂災害
地震によって発生した土砂災害は国土交通省が8月15日までに確認したもので九州6県で190件に達しており、このうち熊本県が158件となっている。大規模な斜面崩壊や土石流、地滑りが発生しており、被害は特に南阿蘇村付近に集中している。
南阿蘇村立野地区では16日の本震による大規模な土砂崩れによって国道57号が崩落、豊肥本線の線路が流出するなどの被害が発生した。県道28号の俵山トンネルも通行止めとなったため、立野地区から東側の村中心部へ行くには大きく迂回しなければならない状態となった（俵山トンネルルートは一部う回路を使って2016年12月24日に復旧）。立野地区では崩落した阿蘇大橋の西方に新たな土砂崩壊地が見つかるなどして、地区のほとんどに避難勧告が出され、同地区の住民の多くが西側の大津町などに避難した。南阿蘇地域で唯一の救急指定病院である阿蘇立野病院も裏山が崖崩れの危険性があるとして閉鎖し、入院患者を他に転院させる方針を5月6日までに決めたため地域の救急搬送体制が不安視された。また同地区にある九州電力の黒川第一発電所で貯水槽の下の斜面が崩壊して貯水が麓の集落に流れ込んだ。

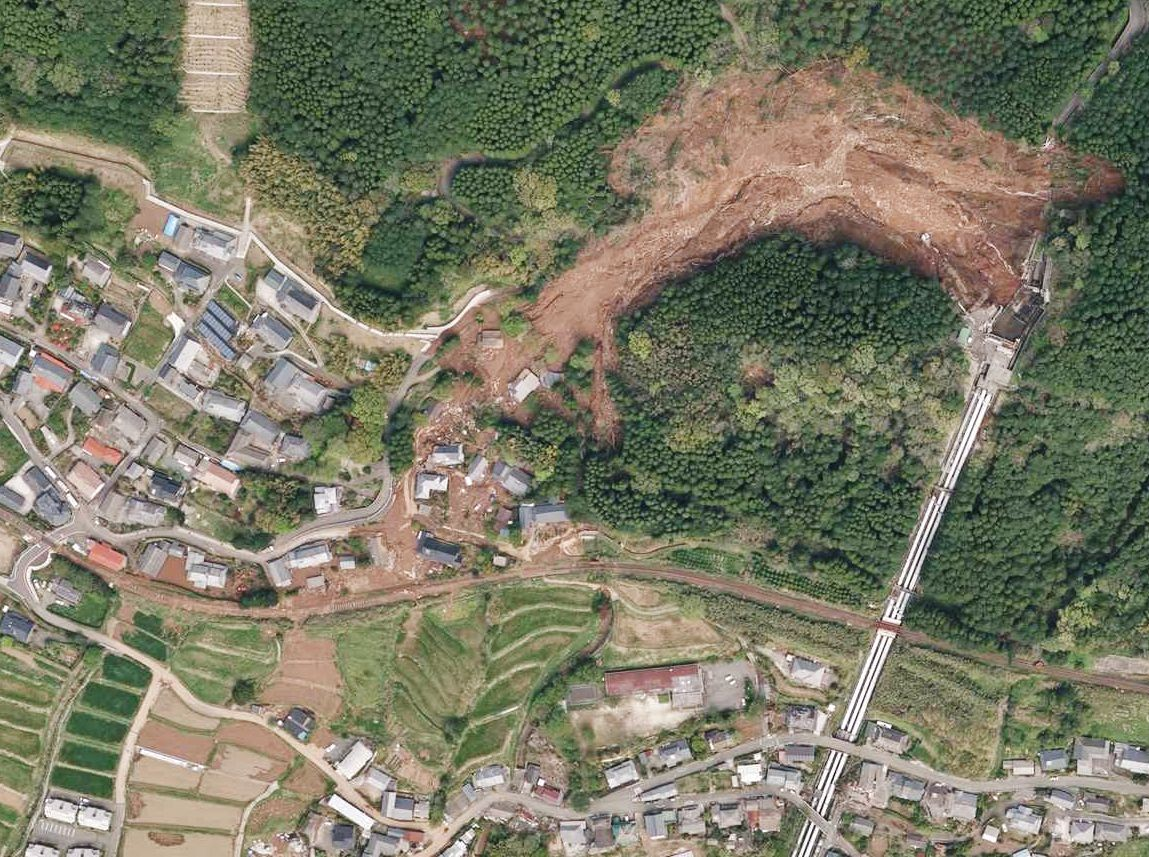
損壊した黒川第一発電所と立野集落

前震の発生から1週間後の4月21日には九州全域が強い風雨に見舞われたことから、地震により地盤が緩んだ地域での土砂災害が警戒され、南阿蘇村で捜索活動中だった自衛隊が二次災害の恐れから捜索を中断した。九州大学の善功企名誉教授は地震で生じた亀裂等や造成地の地盤境界に雨が入り込んで地滑りや土石流など複合災害が発生するおそれがあるとし、警戒を呼びかけている。
本震から約2か月後の6月20日から21日にかけて熊本県内は豪雨に見舞われ（平成28年梅雨前線豪雨）、甲佐町で国内史上4番目となる1時間雨量150ミリを観測した。この豪雨による土砂災害によって熊本市・宇土市・上天草市で死亡した5人について熊本県は、「地震で地盤が緩んでいるところに大雨が降り、土砂災害が起こったとみられる」として、熊本地震の関連死と認定した。

### 液状化現象
熊本市の内陸部でも液状化現象が確認された。
熊本市南区の平田から南高江を経て元三町にかけて、長さ4 km、幅100 m前後の帯状に分布する液状化現象が確認された。中でも近見1丁目から近見2丁目までの旧国道3号線沿いの被害は甚大であり、1 m程度地盤沈下を起こしている場所もある。電柱の沈下も見られ1.5 m程度沈下した物も確認できた。この辺りでは建物も多く沈下しており、前後左右に傾くものが多くみられる。

### 交通機関

#### 高速道路

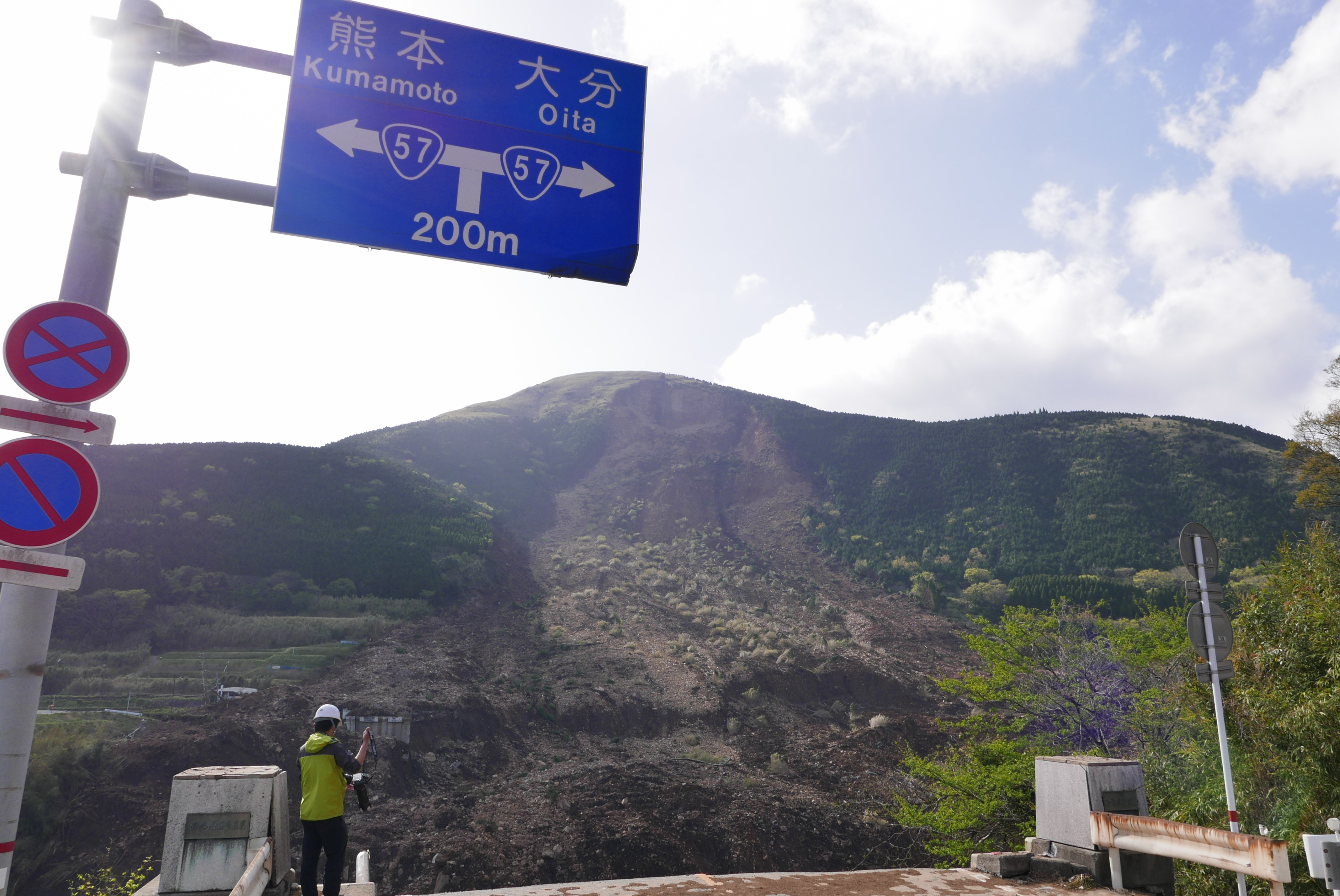
4月16日未明に崩落した阿蘇大橋

2016年4月14日の地震直後、九州自動車道（九州道）では、南関ICとえびのICの間で全面通行止めとなった。また益城熊本空港ICから松橋ICの間では、益城熊本空港IC - 嘉島JCT間にある木山川橋で落橋が発生したほか、のり面崩落、路面陥没、ひび割れ等が発生していた。
2016年4月15日22時30分の時点では、それ以外の区間では通行止めは解除されていた。
2016年4月16日、九州自動車道熊本ICのランプ橋や緑川PA付近にかかる府領第一橋（熊本県道32号小川嘉島線）の橋脚が折れて落橋するなど、さらなる被害が発生した。大分自動車道（大分道）も湯布院ICから日出JCTの間でのり面崩落が発生した。
九州道は橋梁の応急補修などを進め、4月29日の植木IC - 嘉島JCT間を最後に全区間で通行を再開した。ただし益城熊本空港IC - 嘉島JCT間は片側1車線での暫定開通となり、木山川橋付近で速度規制を行うほか、熊本ICは国道57号上り線（熊本市街から阿蘇方面）と接続するランプを使用しない形での暫定開通となった。なお、熊本ICの国道57号上り線と接続するランプは6月27日に通行を再開した。また、大分道の湯布院ICから日出JCTの区間は、5月9日夜に全線開通した。
2017年4月28日には九州道が全線4車線での復旧が完了し、通行規制を解除した。

#### 一般道路
16日未明の本震により南阿蘇村にある阿蘇大橋（国道325号）が地盤のずれで崩落し、土砂崩れで国道57号も寸断されたほか俵山トンネル（俵山バイパス）も崩落した。一般道路では前述の国道57号など、熊本市と阿蘇山方面を直結する主要国道や俵山バイパス が寸断（2016年12月24日仮復旧2019年9月14日全面復旧）されているなど被害が大きいほか、国道210号の大分県日田市 - 玖珠町方面（2016年4月29日復旧）、国道212号の大分県日田市 - 熊本県小国町、国道442号の福岡県八女市 - 大分県境（2016年4月25日復旧）などが通行止めとなった。宇城市、益城町から南阿蘇村にかけての各地方道路で通行止めが多数残っており、2016年4月28日時点で、市町村道295か所以上が通行止めになっている。
- 2017年8月27日に不通となっていた南阿蘇村の阿蘇長陽大橋ルート（村道栃の木立野線、約3キロ）が1年4か月ぶりに開通した[226][227]。

熊本県内一般道路の2016年4月14日から2017年3月18日現在の状況
以下は、熊本県が公開した熊本県内の災害に伴う道路情報に基づいた。
- 国道445号 御船町滝尾から御船町下鶴の区間
  - 2016年4月14日、落石 4/14 23:00 全面通行止め。
  - 2016年12月1日、片側通行に。
  - 2018年3月30日、御船町滝尾から七滝までの通行止め解除。[229]
- 国道445号 御船町下鶴から御船町七滝の区間
  - 2016年4月14日、落石 4/14 23:00 全面通行止め。2017年3月18日現在継続中。
  - 2018年3月30日、御船町滝尾から七滝までの通行止め解除。[229]
- 国道445号 御船町滝尾から御船町滝尾の区間
  - 2016年5月5日、落石の恐れがあったため事前に片側通行に。2017年3月18日現在継続中。
  - 2018年3月30日、御船町滝尾から七滝までの通行止め解除。[229]
- 国道325号 阿蘇大橋（南阿蘇村）
  - 2016年4月16日、崩落 4/16 5:30 全面通行止 全面通行止め。2017年3月18日現在継続中。
  - 新橋は崩落現場から約600 m下流側に架け替え[230]、2021年3月7日に開通[231]。
- 国道325号 南阿蘇橋（南阿蘇村）
  - 2016年4月16日、段差が生じたため全面通行止 全面通行止め。2017年3月18日現在継続中。
- 国道442号 南小国町瀬の本
  - 2016年4月16日、路肩崩壊のため、片側通行。2017年3月18日現在継続中。
- 県道313号 松橋インター線一ツ橋側道橋（宇城市松橋町古保山）
  - 2016年4月15日、歩道全面通行止め。2017年3月18日現在継続中。
- 県道28号 熊本高森線 益城町小谷から西原村の境の区間
  - 2016年4月14日、全面通行止め。2017年3月18日現在継続中。
- 県道28号 熊本高森線 益城町木山交差点から益城町馬水橋の区間
  - 2016年4月27日、片側通行。2017年3月18日現在継続中。
- 県道219号 横野矢部線 山都町瀬峯から山都町囲の区間
  - 2016年4月14日、全面通行止め。
  - 2016年5月5日、片側通行に。
- 県道153号 清和砥用線 山都町菅から山都町堂面の区間
  - 2016年4月14日、落石のため事前に交通規制開始。
  - 2016年4月25日、全面通行止め。
  - 2016年5月5日、片側通行に。
- 県道153号 清和砥用線 山都町小峰
  - 2016年4月15日、落石のため全面通行止め。
  - 2016年5月14日、片側通行に。
- 県道38号 宇土甲佐線 乙女橋（甲佐町津志田）
  - 2016年4月15日、橋梁に段差ができたため全面通行止め。
  - 2016年6月10日、4トンを超える車両については通行止めを継続。
- 県道220号 三本松甲佐線 甲佐町坂谷の区間
  - 2016年4月15日、落石のため全面通行止め。
  - 2016年10月7日、規制範囲を縮小。
- 県道220号 三本松甲佐線 甲佐町井戸江の区間
  - 2016年4月16日、法面崩壊のため全面通行止め。
  - 2016年10月31日、片側通行に。
- 県道57号 益城矢部線 御船町田代（山都町境）から御船町玉来の区間
  - 2016年4月15日、道路崩落のため全面通行止め。
  - 2016年5月2日、規制区間を縮小。
- 県道239号 御船甲佐線 田口橋（甲佐町田口）
  - 2016年4月15日、橋梁に段差ができたため全面通行止め。2017年3月18日現在継続中
  - 2019年8月13日、全面開通。[232]
- 県道32号 小川嘉島線 縦貫道跨道橋（甲佐町府領）
  - 2016年4月16日、落橋のため全面通行止め。2017年3月18日現在継続中
  - 2019年3月13日、開通。[233]
- 県道235号 益城菊陽線 益城町惣領の区間
  - 2016年5月19日、家屋倒壊の恐れがあるため、歩道を全面通行止め。2017年3月18日現在継続中
- 県道45号 阿蘇公園菊池線 菊池市原
  - 2016年4月16日、法面崩壊のため全面通行止め。
  - 2016年12月28日、片側通行に。
- 県道23号菊池赤水線 大津町真木の区間
  - 2016年4月16日、路面陥没のため全面通行止め。
  - 2016年5月2日、4トンを超える車両については通行止めを継続。
- 県道207号瀬田竜田線 立野
  - 2016年4月21日、路肩崩壊のため全面通行止め。
  - 2016年8月14日、片側通行に。
- 県道11号 別府一の宮線 阿蘇市三野
  - 2016年4月16日、土砂崩れのため全面通行止め。
  - 2016年12月28日、片側通行および4トンを超える車両については通行止めを継続。
- 県道111 阿蘇吉田線 阿蘇山頂広場から南阿蘇村吉田の区間
  - 2016年4月16日、崩落のため全面通行止め。
  - 2016年12月21日、規制区間を変更。
- 県道111 阿蘇吉田線 阿蘇市黒川から阿蘇山頂広場の区間
  - 2016年4月16日、崩落のため全面通行止め。
  - 2016年12月21日、7時から19時まで片側通行可に。
- 県道298号 阿蘇公園下野線 熊本阿蘇カントリークラブ付近 （南阿蘇村河陽）
  - 2016年4月16日、崩土により全面通行止め。
  - 2016年5月23日、みつばち牧場付近は片側通行可に。
- 県道149号河陰阿蘇線 大正橋（阿蘇市的石）
  - 2016年4月16日、橋梁に段差が生じたため全面通行止め。2017年3月18日現在継続中
- 県道175号 内牧停車場線 阿蘇市甲賀
  - 2016年4月16日、道路陥没により全面通行止め。
  - 2016年4月23日、片側通行に。
- 県道149号 河陰阿蘇線 南阿蘇村下野から草千里浜栃木線（県道299号。南阿蘇村）の区間。
  - 2016年4月17日、崩落のため全面通行止め。
  - 2016年8月31日、一部区間幅員狭小および4トンを超える車両については通行止めを継続。
- 県道149号 河陰阿蘇線 草千里浜栃木線（南阿蘇村）から南阿蘇村河陽
  - 2016年4月17日、崩落のため全面通行止め。
  - 2016年8月31日、規制区間を縮小。
- 県道338号 八代不知火線 横江大橋（八代市鏡町北新地）
  - 2016年4月16日、橋台沈下のため全面通行止め。2017年3月18日現在継続中
  - 2019年2月2日、通行再開。[234]

#### バス
高速道路・一般道に多大な被害が出たため、高速バス・特急バス路線については熊本・大分と各地方を結ぶ路線だけでなく、大分道や九州道を経由する多くの路線に運休が相次いだ。多くの路線が1 - 2週間で暫定ダイヤで運行再開したものの、未だ減便や迂回ルート経由（一部バス停通過）の路線が多く再開の目途が立っていない路線（快速たかもり号）もある。熊本県内の路線バスでは現在も産交バス、熊本バス、熊本都市バスで一部路線・区間の運休が続いている。
福岡 - 熊本間の「ひのくに号」は、4月21日から全便を益城熊本空港IC経由とした暫定ダイヤ（通常1日100往復以上ところを14往復）で運行を再開した。25日からは28往復に増便し、6時 - 19時の間は30分間隔になる。5月1日からは63往復に増便された。
福岡 - 大分間の「とよのくに号」は4月19日午後から運行を再開、福岡 - 宮崎間の「フェニックス号」は4月22日から大分道・東九州道経由で運行を再開した。ただし、本数は28往復から10往復に減便となった。28日からは九州道経由に戻り、5月9日には通常ダイヤに復旧する予定である。福岡 - 鹿児島間の「桜島号」は4月22日から夜行便のみ運行を再開した。27日から昼行便も（通常23往復を8往復で）運行再開し、5月1日からは通常ダイヤに復旧した。

#### 鉄道

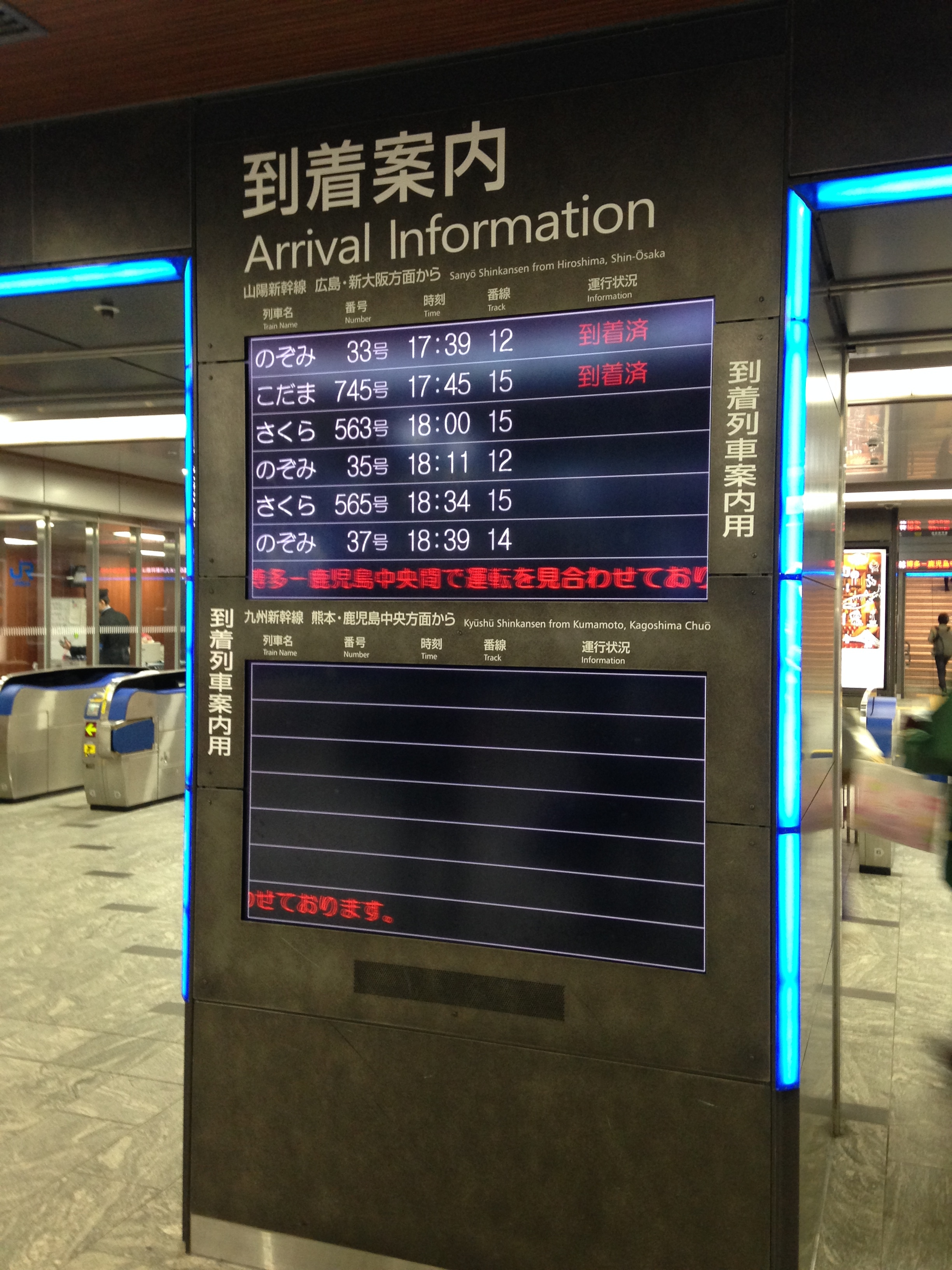
本震から3日後の博多駅の新幹線到着案内。博多 - 鹿児島中央間では運転を見合わせていた（2016年4月19日撮影）

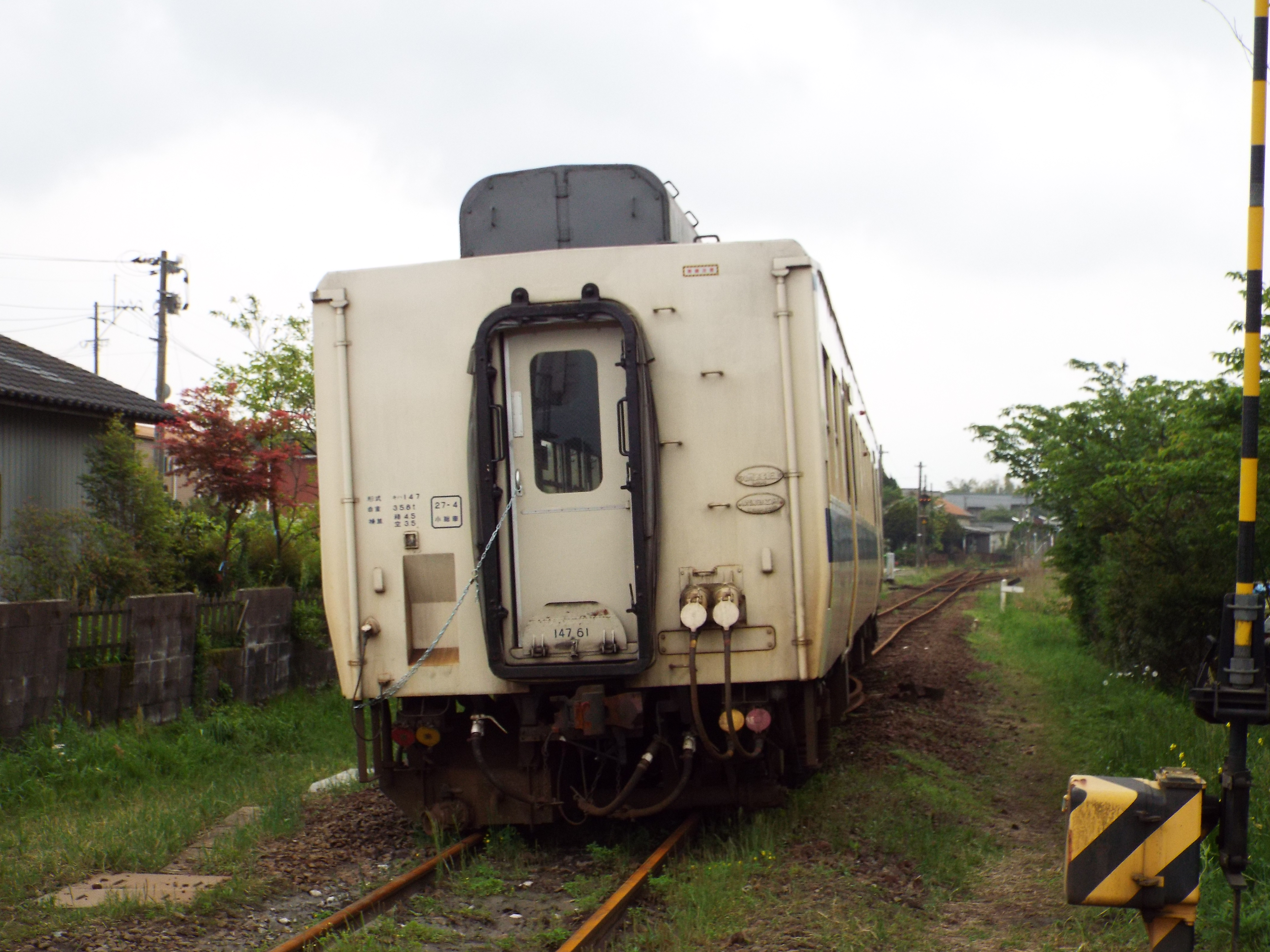
赤水駅付近で脱線した豊肥本線列車

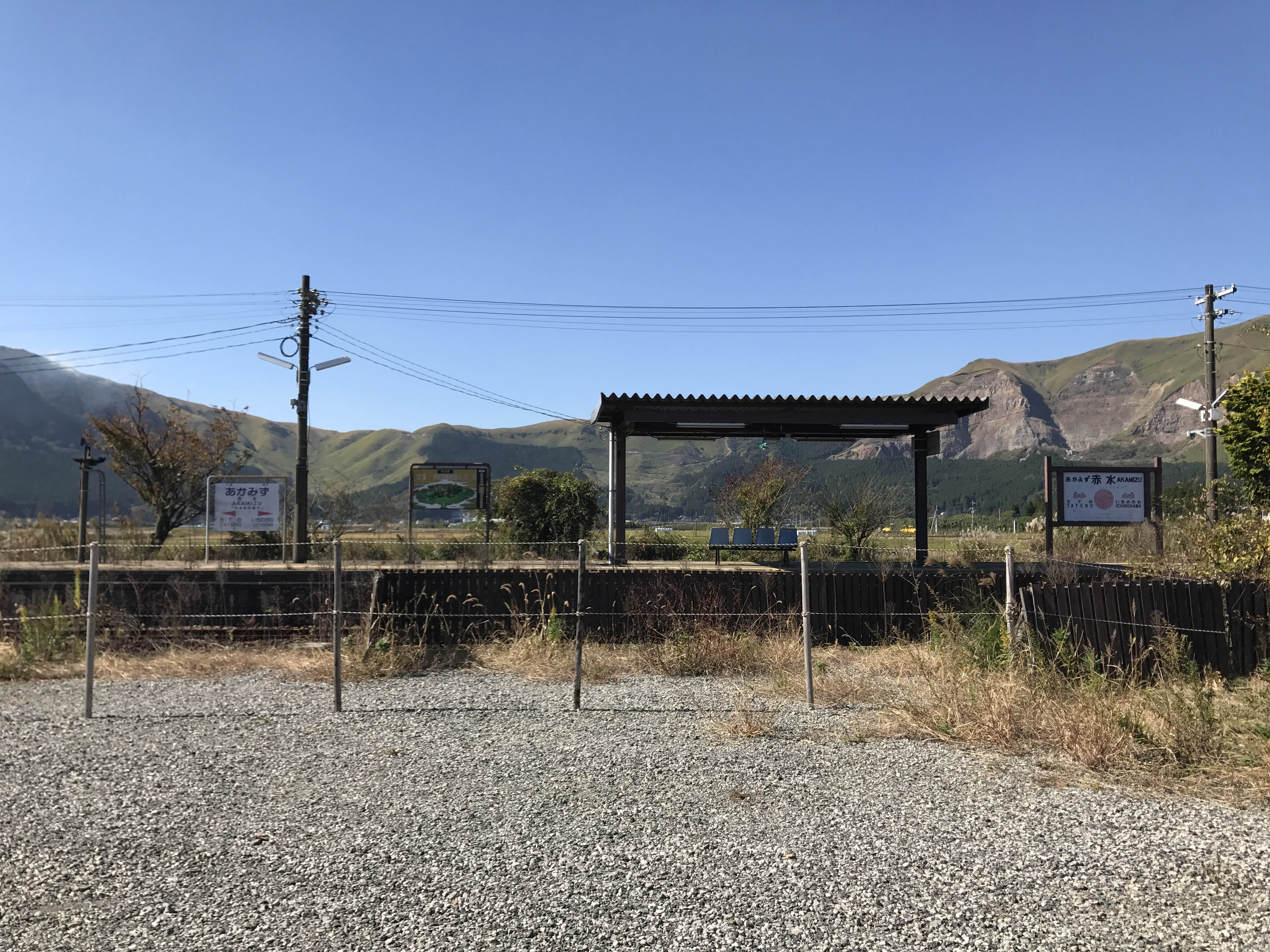
赤水駅の駅舎はこの地震で損傷を受けたため解体された（2017年11月6日撮影）

4月14日の地震直後には、西日本旅客鉄道（JR西日本）では山陽新幹線の小倉 - 博多間、九州旅客鉄道（JR九州）では九州新幹線と在来線全線で運転を見合わせた。その後、順次運転を再開し、翌4月15日夕方の時点での運転見合わせ区間は、九州新幹線全線、鹿児島本線の宇土 - 八代間、豊肥本線の熊本 - 宮地間、肥薩線の八代 - 吉松間 となった。
九州新幹線では、14日の前震で下りの800系6両編成の回送列車が熊本駅から熊本総合車両所へ向かう途中に脱線した。この回送列車は地震発生時に時速80 kmで走行中で、運転士が強い揺れを感じて非常ブレーキをかけたが全車両が脱線した。脱線現場が熊本駅から南に約1.3 kmの本線上であったため、九州新幹線は全線で運転を見合わせとなり、山陽新幹線から九州新幹線へ直通する「みずほ」「さくら」は博多 - 鹿児島中央間で運転を見合わせとなった。地震による新幹線の脱線は、新潟県中越地震、東日本大震災によるものに続き3回目である。4月20日に新水俣 - 鹿児島中央間で運転を再開したが新水俣駅以北では防音壁の落下が約80か所、高架橋の柱に亀裂が入っているのが25か所以上で見つかった。4月23日昼前に博多 - 熊本間で運転を再開。4月27日には午前中に残る熊本と新水俣の区間で試験運転を行い、安全が確認されたため同日14時より熊本 - 新水俣間が開通。これにより九州新幹線は13日ぶりに博多 - 鹿児島中央間の全線が開通した。翌28日には、山陽新幹線との直通運転も再開。なお一部区間で徐行運転することなどから、多くの便が熊本駅までとなり、鹿児島中央駅までの便は一部に限られていたが、7月4日から通常本数の運転に戻った。熊本 - 新八代間の一部で徐行運転を継続していたが、2017年3月4日から通常ダイヤでの運転に戻った。
4月16日の本震により豊肥本線でも赤水駅を出発した回送列車が脱線したが、負傷者はなかった。また赤水駅 - 立野駅間で土砂崩れも発生し、線路内に土砂が流入した。熊本県内の在来線では鹿児島本線や豊肥本線、肥薩線、三角線、くま川鉄道湯前線、南阿蘇鉄道高森線、肥薩おれんじ鉄道線が運休した。このうち南阿蘇鉄道は、土砂崩れによる線路流出などにより特に深刻な被害を受けており、4月29日には復旧に1年以上かかる見通しを明らかにしている。なお、被害が軽度であった中松―高森間は同年7月31日に運転再開を果たした。
その後の復旧工事の進捗にともない、4月18日に鹿児島本線のうち熊本駅以北の区間について運転を再開した。4月21日には残った熊本駅 - 八代駅間についても運転を再開し、18日までに運転を再開した肥薩おれんじ鉄道の区間 を含む形ではあるが、在来線経由で福岡 - 熊本 - 鹿児島間がつながった。三角線は4月23日に、肥薩線の八代 - 吉松間も4月24日に運転を再開し、この時点で在来線は豊肥本線と第三セクターの南阿蘇鉄道を除いて、すべて復旧した。なお、ななつ星 in 九州は5月7日に運行を再開し、当面は豊肥本線を経由しないルートに変更。豊肥本線は、肥後大津駅 - 熊本駅間で4月19日から運転再開、豊後竹田駅 - 宮地駅間で4月22日バス代行輸送を開始し、4月28日には豊後竹田駅 - 豊後荻駅間での運行を再開し、5月9日からは肥後大津駅 - 宮地駅間でも平日朝晩に限りバス代行輸送を開始し、立野・瀬田の両駅は経由しないものの、全線が代行輸送を含め乗り継げるようになった。その後、7月9日には阿蘇駅 - 豊後荻駅間での運行を再開した。2020年に阿蘇駅 - 肥後大津駅間が復旧し、全線で運転再開。南阿蘇鉄道は2023年に立野 - 中松間で運転再開し全線運転再開した。
熊本電鉄は4月16日・17日は全線で運転を見合わせ、4月18日に藤崎宮前駅 - 御代志駅間で運転を再開した。北熊本駅 - 上熊本駅間は池田駅構内でのホーム一部倒壊で4月23日まで運転を見合わせていた。
熊本市内の路面電車（熊本市交通局）は4月16日 - 4月18日は全線で運休となった。19日始発から神水・市民病院前停留場（現：神水交差点停留場）以西での折り返し運転で運行を再開、引き続き神水・市民病院前停留場 - 健軍町停留場間は運転を見合わせていたが 復旧工事が完了し、20日の始発から全線運行（ただし徐行運転）を再開した。また、福岡県の私鉄・西日本鉄道（西鉄）でも16日の本震では天神大牟田線と貝塚線の運転を一時見合わせた。同日午前の復旧まで両路線で合わせて138本が運休となり、利用客の約2万4800人にも影響が出た。

#### 航空
熊本空港（熊本県益城町）ではターミナルビルが4月16日未明の地震によって天井板の一部が落下するなどして 損傷したため、同日から18日まで閉鎖された。
翌4月19日午前にターミナルビルの運用が一部再開され、初めは到着便のみ、15時以降は出発便も運航されて 同日中に25便が発着した。同日現在、ビル内で利用できる箇所や搭乗口は限られている。
4月19日現在、同空港は24日7時30分までの予定で航空保安業務を提供中で、救援業務などに従事する航空機を中心に利用されている。

### ライフライン

#### 水道
地震後、九州7県で最大44万5857戸で断水した。4月18日午後7時現在、熊本市で断水していた32万戸のうち26万戸へ試験給水が開始された。約1か月たった5月14日時点でも熊本県の約2700戸で断水していた。
また、熊本市内では水道水が濁り飲用できない地域もあった。

#### 電気
4月14日の前震の後、最大1万6700戸が停電。16日の本震後は最大47万6600戸が停電した。停電の影響により携帯電話各社は携帯電話充電のために電源車を派遣した。停電は復旧が困難な場所を除いて4月20日に解消した。
九州電力の川内原子力発電所は地震の影響はなく通常運転を行っており、鹿児島県によると九電から異常なしとの連絡を14日21時44分に受けた。

#### ガス
西部ガスによると、熊本県エリアのガス供給を担う熊本工場の安全に問題はないとした が、熊本地区供給エリアのガス供給停止戸数は、益城町や熊本市などを中心に1123戸、ガス漏れの通報は66件（15日午前11時の時点）。
4月16日の本震後、西部ガスは10万0884戸でガス供給を停止した。4月30日に全戸で供給可能となった。

### 教育機関
地震発生の翌日の15日、熊本県内にある公私立の幼稚園や小中高校などのうち計342校が休校の措置をとり、短縮授業とする措置をとった学校は29校（文部科学省調べ）。また、文部科学省の調べで、県内の公立高校8校と特別支援学校2校の計10校に天井やガラスが破損するなどの被害があったこともわかった。大学でも熊本大学、熊本県立大学、熊本学園大学 などで休講となった。
東海大学は熊本県内に在所する熊本キャンパス・阿蘇キャンパスでの授業などについて、4月17日から24日まで休講とする措置を執り、その後4月19日に熊本・阿蘇キャンパスの休講期間について熊本は5月15日まで、阿蘇は6月30日までそれぞれ延長することを決定した。
また、東海大学阿蘇キャンパス付近に所在する学生アパートが4月16日の本震で倒壊し、同大学に在籍する農学部生12名が一時生き埋めになり 16日午前9時には全員が救助されたものの、その後2名の死亡が確認された。また、南阿蘇では別の学生アパートでも地震による倒壊によって東海大学農学部学生1名が死亡しており、東海大学関係では3名が犠牲となった。
4月19日実施の全国学力・学習状況調査（全国学力テスト）は問題冊子を配送できなかったため、熊本県の全小中学校と宮崎県と大分県の一部の学校でテスト実施が中止となった。

### 経済活動
一連の地震による被害地域の生産活動に与えた影響は深刻で、余震が続くため工場内に及んだ地震の被害を正確に把握するに至らず生産再開がままならない状況に追い込まれている企業が多数に及んでおり、自動車部品などの製造分野、食料品、飲料水メーカーなどが4月16日 - 19日時点で操業を停止したままになっている。
これらの現地生産活動への影響により、被害地域周辺に複数の画像用半導体製造工場があったソニーのラインは一部および全面停止、九州唯一の精油所であるJXエネルギー大分精油所の出荷停止および道路事情による輸送遅延から被害地域への燃料遅配など影響が波及している。
2016年4月18日の東京株式市場では熊本地震による生産停滞の懸念が強まり、日経平均株価は大きな値下がりとなり終値572円安となった。
日本政府は4月21日、月例経済報告にてこれらの被害地域における生産活動の停滞について言及した。

#### 民間企業
地元・熊本を拠点に展開するデパートの鶴屋百貨店では鶴屋本館・東館・WING館、New-S館、ラン・マルシェ、地方各店（荒尾店を除く）等で地震発生翌日の15日からの営業を取りやめ、臨時休業日とした。熊本市中心部の店舗のうちラン・マルシェは4月22日、東館・WING館1階とNew-S館は23日から営業を再開した。熊本市外においては、八代市の2店（八代店、生活彩館）を除き、22日までに営業を再開している。ただ、鶴屋は5月7日に八代市の生活彩館八代店を閉店させることを発表した。一方で、鶴屋本館の隣に店を構える熊本パルコも当初地震の翌日（15日）は臨時休業日とし、翌々日（16日）に一部フロアを除いて営業を再開する予定だったが 16日の本震などで延期され、4月22日からH.I.S.熊本パルコ営業所、23日からGU熊本パルコ店といずれも地下1階に入居する店舗から営業を再開し、24日には大部分の売場で営業を再開した。

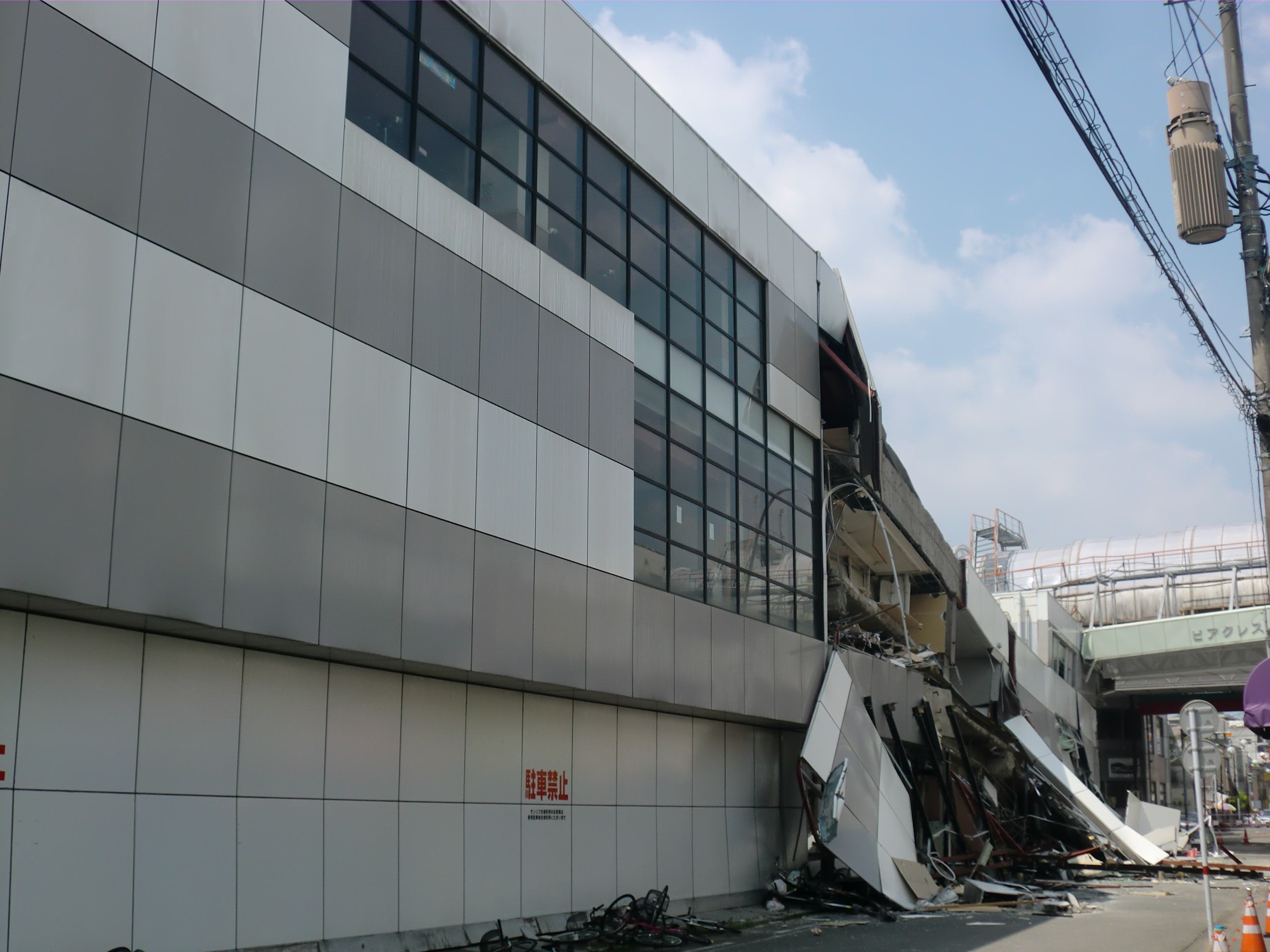
地震で半壊したサンリブ健軍店（外側から）

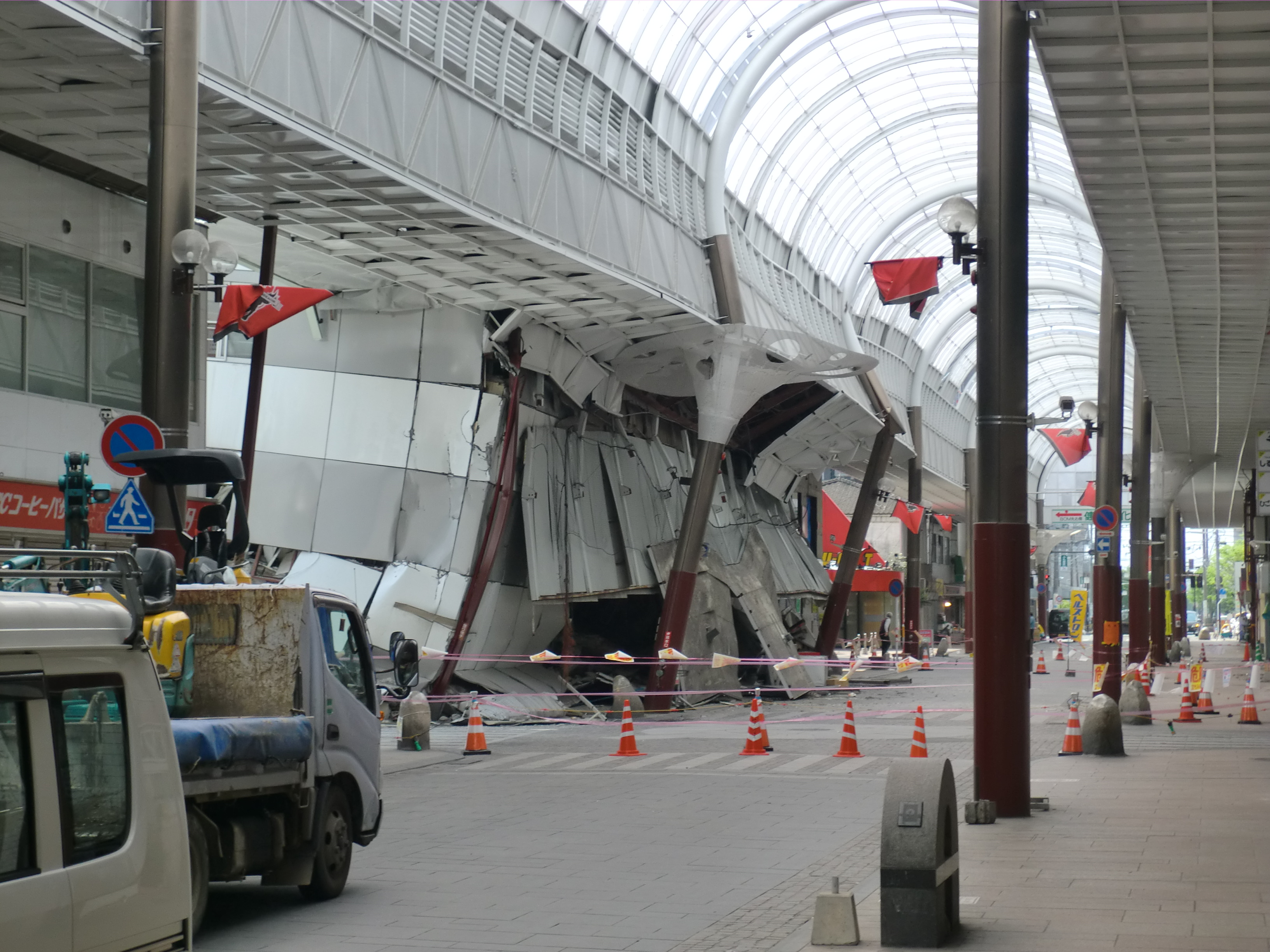
半壊したサンリブ健軍店（内側から）

イオン九州では嘉島町のイオンモール熊本と宇城市のイオンモール宇城が被災し、外壁および天井の一部が破損・崩落などの被害が発生した。4月19日現在は前述の2店舗に加え熊本市のイオン熊本中央店と大津町のイオン大津店・菊陽町のイオン菊陽店・八代市のイオン八代店イオン6店舗は店舗施設の臨時休業または食料品売場以外のフロアの閉鎖・敷地内の仮設店舗での営業を決めている。それ以外の店舗（ホームワイド・ワイドマート4店舗とイオンバイク3店舗）でも営業時間を変更したり安全点検を理由に一部店舗の店舗営業を停止する措置を取っている。また、大牟田市にあるイオン大牟田店においても2階売り場の営業時間を変更している。また、マックスバリュ九州の店舗では地震の影響で19日現在熊本県内にあるマックスバリュ3店舗の営業を停止している。その他の熊本県内のマックスバリュ（エクスプレス）・ザ・ビッグ店舗では営業時間を変更して運営している。スーパーチェーンイズミは熊本市内の「ゆめタウンはません」、「ゆめタウンサンピアン」と「ゆめマート」の4店が休業した。サンリブ・マルショクグループでは、熊本県内の20店舗のうち15店舗が休業 したものの順次再開、半壊となったサンリブ健軍店 を含めて、4月23日時点で引き続きサンリブ4店舗が休業 していたが、そのうちサンリブ健軍とサンリブ子飼の解体が決定した。サンリブ清水とサンリブシティくまなんは引き続き休業となったが、サンリブシティくまなんについては8月27日に営業を再開した。
益城町にある井関農機の井関熊本製造所で被害が出た他、パナソニック、本田技研工業、トヨタ自動車九州の各工場は操業を停止した。窓が割れる被害が出たアイシン精機（現:アイシン）の2子会社も操業を停止し、スズケンも宇土市の子会社の操業を停止した。なおこの地震に伴い、トヨタ自動車をはじめ日野自動車・ダイハツ工業らトヨタグループは1週間程度にわたり、国内のすべての工場の操業停止を決定した。トヨタは国内にある15の車工場のうち、4月25日の4工場から順次生産ラインを再稼働させ、大型連休明けの5月6日からは操業停止中の5工場の車両組み立てラインを再稼働させ、国内工場の操業を全面的に再開した。
宇城市にある山崎製パンの熊本工場は、14日の余震の影響で一度生産をストップしていたが1日で復旧した。しかし、16日の本震で再び生産がストップ、また16日の本震では熊本県内のみならず、大分県内にある工場にも被害が及び、大分県日田市にあるサッポロビールの九州日田工場では停電が発生。なお、操業はしておらず、建物の大きな被害もなく従業員への被害もなかった。ブリヂストンの熊本工場（熊本県玉名市）では、14日の地震で停止していた生産の再開準備のため出勤していた従業員全員が作業を中止し帰宅した。新日鉄住金の大分製鉄所（大分市）は、地震直後に操業を一時停止した後、安全確認ができた設備から順次再開した。
上益城郡嘉島町にビールと飲料の製造拠点を持つサントリーホールディングスは、工場の操業を停止。11月8日に一部で生産を再開したが 全面復旧は2017年春以降を予定している。コカ・コーラウエストの熊本工場（熊本市）は、18日の完全復旧を予定していたが余震などにより設備の損傷などで生産停止していたが 4月25日に製造を再開した。
菊陽町にあるソニーのデジタルカメラ向けのイメージセンサーなどを生産しているソニーセミコンダクタマニュファクチャリング株式会社熊本テクノロジーセンターが地震の影響で生産活動を停止した。生産再開については未定であるという。また、同様にスマートフォン向けのイメージセンサー開発の主力工場である長崎や大分のテクノロジーセンターも生産活動を停止していたが、4月17日に生産再開した。三菱電機は、菊池市の液晶パネル部品の工場と合志市の自動車向け半導体の工場でルネサスエレクトロニクスは熊本市南区の自動車向けの半導体の工場で、それぞれ生産を停止した。益城町に本社や工場がある化粧品メーカーの再春館製薬所も被災し工場の操業を停止、再開のメドは立っていなかったが 4月25日から製品の生産を部分的に再開している。また熊本市に本所、菊池市に研究所および工場のある製薬メーカーの化学及血清療法研究所（化血研）は震災前からの行政処分により一部製品を除き生産停止をしていたが、製造ラインが被災した。行政処分解除となった5月6日以降も復旧のめどが立っていない。化血研の業務を継承したKMバイオロジクスによれば、2018年8月現在もB型肝炎ワクチンの製造供給に影響が出ている。
日本郵政では、この地震により熊本市や南阿蘇村などにある16か所の郵便局が被災した。これにより、被災した郵便局は窓口業務を停止している。一方、地震直後は熊本県内宛てのゆうパックの業務を一時停止していたが、震央に近い市町村宛てや保冷が必要なものを除き19日の朝から再開した。佐川急便も地震直後は、熊本県内宛ての配送業務を一時取りやめていたが、18日より被害の大きい一部地域を除いて配送を再開。ヤマト運輸も、19日午後5時より地震の影響で休止していた熊本県での配達と集荷を再開した（被害の大きい一部地域を除く）。なお、前述のゆうパックとは違い、保冷輸送「クール宅急便」を含め対応することとしている。

#### 国外企業
ティーウェイ航空は地震の影響で利用者が大幅に減少した大分 - ソウル便と佐賀-ソウル便について5月末までの運休を発表した。また5月中に予定していた両路線の増便も見送った。

### イベント・スポーツ
地震の影響により、九州地方を中心にイベント・スポーツ試合の中止・延期が相次いだ。熊本市民会館（市民会館シアーズホーム夢ホール）、藤崎台県営野球場、熊本市水前寺競技場 など建物自体の損壊で営業が不可能なもの、宇城市松橋総合体育文化センター（ウイングまつばせ）ややつしろハーモニーホールなど避難所として開放を行っている施設もある。
日本プロ野球では、前述の藤崎台球場の巨人VS中日戦に加えて翌日に鹿児島県立鴨池野球場で行われる予定であった同カードも「用具輸送のめどが立たない」等の理由により中止となった。また、福岡を本拠地とするソフトバンクが本拠地の福岡ドームで開催予定だったVS楽天戦の1試合も含めた計3試合が中止となった。さらに楽天のジョニー・ゴームズがこの地震の影響などを理由に、チームを退団した。
Jリーグは4月16日・17日の九州で開催する5試合を中止したほか、熊本市をホームタウンとするロアッソ熊本はトップチームの活動を5月1日まで中止、5月7日までの5試合が延期され、ホーム球場の熊本県民総合運動公園陸上競技場（うまかな・よかなスタジアム）の安全確認が取れず、また支援物資の集積場となり準備が困難な理由から、同会場での開催を6月末まで中止している。なおロアッソ主管試合はJ1所属3クラブ（柏・神戸・鳥栖）のバックアップにより、5月22日の水戸ホーリーホック戦は日立柏サッカー場、28日のFC町田ゼルビア戦はノエビアスタジアム神戸、6月の2試合はベストアメニティスタジアム に振り替えて開催した。
ナショナル・バスケットボール・リーグ（NBL）に所属していた熊本ヴォルターズは4月16日以降の6試合が全て中止となり、リーグに復帰すること無くそのままシーズンを終えることになった。その後、チーム滅亡の危機に瀕するも募金やNBLによる資金援助などを受けて存続が決まり、Bリーグ（B2）に参加が出来るようになった。ただし、メインアリーナの1つとして使用していた益城町総合体育館は被害が甚大であり、2019年3月の竣工を目指して建て替えることになっている。
4月15日から17日まで熊本空港カントリークラブにて開催される予定だったJLPGAツアー「KKT杯バンテリンレディスオープン」も、地震の影響により主催者側が15日の競技中止を決定した。さらに15日午前には主催のくまもと県民テレビ（KKT）、特別協賛である興和、女子プロゴルフ協会が大会の開催について協議し、余震が続くことが予想されることや選手の心情などを考慮して大会自体の中止を決定した。
プロレスでは前述の新日本プロレスに加え、4月15日の超花火プロレス（くまもと森都心プラザホール）、16日のWRESTLE-1（熊本市流通情報会館） の興行が中止になった。超花火プロレスについては、14日の時点で既に現地入りしていた大谷晋二郎ら出場選手らががれきの撤去などの作業に協力している。
リアル脱出ゲームでは、地震の影響によりアジトオブスクラップ福岡博多とアジトオブスクラップ鹿児島は4月16・17日の両日に限り臨時休業する措置を取ったほか『名探偵コナン・黒き暗殺者からの脱出』福岡公演の後半日程と熊本公演を中止し、福岡公演の後半日程は同年8月に熊本公演は同年11月に振り替えて開催した。
モータースポーツでは、大分県に所在するオートポリスが被災して5月に開催の予定だったSUPER GT第3戦は中止となり、第3戦の代替レースがツインリンクもてぎで11月に最終戦と同時に開催されることになった。また、9月開催予定だったスーパーフォーミュラ第5戦はコースが岡山国際サーキットに変更された。

### 観光への打撃
地震の影響により4月14日以降、統計がない福岡県を除く九州6県で宿泊施設のキャンセルが約52.8万件に及んでいることが各県の観光業界団体等の調べで判明した。熊本県で約14.6万件、大分県で約15万件となっているほか、甚大な被害のない長崎、宮崎、九州新幹線の減便があった鹿児島の各県でもキャンセルが数万件単位にのぼっており、業界にとってゴールデンウィークのかきいれ時を直撃する形となった。

## 日本国内の対応

### 救出実績
災害対策基本法に基づき、内閣府に設置された非常災害対策本部が取りまとめた報告書（2016年5月11日現在）によると
- 消防：307名
- 警察：159名
- 自衛隊：1,255名

### 皇室
4月15日午前、宮内庁は天皇・皇后が同日に予定していた「第18回日本・スペイン・シンポジウム in 静岡」（4月14日 - 16日）に伴う静岡市視察を取りやめると発表した。同日、河相周夫侍従長を通じて蒲島熊本県知事に、被災者への追悼の気持ち等が伝えられた。4月17日・19日には、『四月大歌舞伎』や各種演奏会などの観賞の取りやめも発表された。
4月22日、天皇・皇后が熊本県に対して見舞金として金一封を贈ったことを宮内庁が発表した。
皇太子徳仁親王（当時）は同妃雅子とともに敬宮愛子内親王の学校行事「オール学習院の集い」を観賞する予定だったが、地震被害に配慮し同校OBとしての演奏への出演と共に取りやめた。

### 政府・国会
4月14日
21時31分（地震発生の5分後） - 日本政府は総理大臣官邸危機管理センターに官邸対策室を設置し、緊急参集チームを招集した。
21時36分 - 内閣総理大臣安倍晋三が、被害状況の把握や災害応急対策に全力を尽くすこと、さらに国民への情報提供を指示した。地震発生時、安倍は東京の猿楽町で会食中であったが、途中で退席し21時50分過ぎには官邸に入った。
21時40分 - 蒲島郁夫熊本県知事は陸上自衛隊第8師団長に対して災害派遣を要請した。また、22時05分に総務省消防庁に緊急消防援助隊出動を要請した。これにより、自衛隊350人、警察が県外から200人、消防200人が派遣された。
22時10分 - 災害対策基本法に基づき、内閣府に非常災害対策本部を設置。
22時10分過ぎ - 内閣官房長官菅義偉は緊急の記者会見を行い、近隣の川内原子力発電所、伊方原子力発電所、玄海原子力発電所などの原子力施設の被害情報はないことを発表した。
4月15日
10時40分 - 災害対策基本法に基づき熊本県庁内に非常災害現地対策本部を設置。
国会では4月15日から環太平洋パートナーシップ協定(TPP)承認案と関連法案の衆議院TPP特別委員会審議再開が予定されていたが、安倍総理大臣は委員会冒頭で地震対応の状況説明を行った上で退席し、審議は18日以降に持ち越された。自民・民進両党の国会対策委員長は当面災害対応を優先させることで合意した。
4月16日
安倍総理大臣による被災地視察が予定されていたが、未明の大地震発生により中止となった。翌17日に予定されていた北海道第5区の補欠選挙の応援演説のための北海道入りも中止になった。
林幹雄経済産業大臣は石油連盟に対し石油備蓄法に基づく災害時石油供給連携計画の実施勧告を発出した。
4月17日
安倍総理大臣は総理大臣官邸にてアメリカ軍の支援受け入れを表明、米海兵隊の輸送機オスプレイによる輸送支援を受け入れる方針が固まった（日本の災害支援にオスプレイが参加するのは初）。
4月19日
衆議院本会議の冒頭で、犠牲者に対して黙祷が行われた。
4月20日
現地対策本部長を松本文明内閣府副大臣から、酒井庸行内閣府大臣政務官に交代。
4月23日
安倍総理大臣が熊本県を訪問、熊本県庁にて蒲島郁夫県知事との会談を行う一方、益城町や南阿蘇村など被災地を視察し、被災者を激励した。
4月25日
激甚災害法に基づき、熊本地震による災害を「激甚災害」として指定する政令を持ち回り閣議にて決定（4月26日公布・即日施行の 平成28年政令第207号にて指定）。これにより、地方公共団体の実施する災害復旧事業への国庫補助のかさ上げ等の措置が実施される。
4月28日
特定非常災害特別措置法に基づき、熊本地震による災害を「特定非常災害」に指定することを決定（5月2日公布・即日施行の 平成28年政令第213号にて指定）。これにより、運転免許証等の期限が2016年9月30日まで延長できるなどの特別措置が取られる。阪神・淡路大震災、新潟県中越地震、東日本大震災に続き4例目の指定。
5月10日
大規模災害復興法に基づき、熊本地震による災害を同法第2条第9号に規定する「非常災害」として指定する政令を閣議決定（5月13日公布・即日施行の 平成28年政令第218号にて指定）。これにより、被災した地方自治体の要請に基づき、その管理する道路や河川などの復旧工事を 国が代行できるようになる。同法は東日本大震災を踏まえて2013年に制定されたもので、これが初の適用事例。
5月17日
被災地の復旧・復興に充てるための総額7780億円の補正予算が全会一致で成立。使途を定めずに必要に応じて橋や道路などのインフラの復旧などに充てることができる予備費7000億円が主な柱。
6月3日
被災者に義援金として都道府県や市町村が交付する金銭やその交付を受ける権利の差押えを禁止するとともに、交付を受ける権利を担保に供することなどを禁止する平成二十八年熊本地震災害関連義援金に係る差押禁止等に関する法律が施行。施行前に交付されたり交付を受ける権利を取得したりした義援金についても、施行前に差押え等がされたものを除き、適用される。
9月16日
「 内閣府告示第408号」により非常災害現地対策本部を廃止した。

### 総務省
4月14日21時33分に総務省非常災害対策本部を設置した。職員派遣のほか、総務省災害対策用移動通信機器、移動電源車を貸与。また所管する独立行政法人情報通信研究機構などがICTユニットおよび車載衛星地球局を被災地に搬送し無線LANサービス（衛星経由）を提供した。

#### 消防庁
- 4月14日21時36分に消防庁災害対策本部を設置し、22時05分に熊本県知事の要請を受けて、消防庁長官が九州地区の消防に対して緊急消防援助隊出動を要請した[404]。
- 4月16日、各地の緊急消防援助隊陸上部隊と消防防災ヘリコプターが被災地に派遣された。京都府114名[405]、大阪府274名[405]、兵庫県172名[406]、福岡県222名[405] をはじめ広島[405]、鳥取[407]、島根[407]、山口[405]、愛媛[405]、徳島、高知[405]、佐賀[408]、長崎[405]、宮崎[409]、鹿児島[405]、沖縄[410] の各県隊と東京消防庁航空隊[405] が派遣された。なお、大分県でも緊急消防援助隊陸上部隊を派遣したが16日の地震により県内対応のために帰県した[405]。

### 法務省
法務省民事局は、特定非常災害特別措置法に基づいて制定された政令が2016年5月2日から施行されたことを受けて、同政令で指定された措置である相続人の熟慮期間（相続の承認又は放棄をすべき期間）を延長する特例についての説明を、ウェブサイトに掲載。民法の規定では原則として「自己のために相続の開始があったことを知った時から3か月以内」（第915条第1項）とされる熟慮期間が、同年4月14日に熊本県に住所を有していた（熊本県に生活の本拠があった）相続人については、同措置により同年12月28日まで延長される。

#### 刑務所
熊本刑務所（熊本市中央区）は4月14日の地震の直後から住民の受け入れを開始し、15日夜に職員用の武道場を開放。5月4日未明現在、武道場と待機所を宿泊場所として住民に提供している。刑務所が災害時に住民の避難場所になるのは初めて。

### 警察庁
- 4月14日21時31分、非常災害警備本部を設置し[415]、九州管内の警察から熊本県内にヘリコプターや部隊を派遣[416]。
- 4月15日、高知県警は広域緊急援助隊ヘリコプターを[417]、大分県警は同隊を派遣した[418]。
- 4月16日、警察庁の要請を受けて埼玉県警は広域緊急援助隊隊員78人を[419]、静岡県警も同隊(県警機動隊と関東管区機動隊77人)と航空隊を[420]。愛知県は同部隊140人と広域警察航空隊5人を派遣[421]、滋賀県警は同隊員・交通部隊36人を[422]、和歌山県警も同隊[423] を、兵庫県警察は機動隊約100人を[406]、広島県警察は74人を[424]、鳥取県警も同隊[407] を、島根県警も同隊68人を[407]、徳島県警も同隊・緊急災害警備隊計28人を[425]、高知県警も同隊を[417]、宮崎県も警察災害派遣隊を[409]、派遣した。

### 文部科学省
- 4月14日21時53分、事務次官を本部長とする非常災害対策本部を設置。文教施設の被害情報収集のほか、被災した熊本大学に対し九州大学・長崎大学などから物資を支援。また厚生労働省の要請により大学付属病院から災害派遣医療チーム(DMAT)を派遣した。ほか陸域観測技術衛星2号「だいち2号」(ALOS-2)による取得画像を関係機関に提供[426]。

### 厚生労働省
- 4月14日22時30分、厚生労働省災害対策本部を設置し、九州ブロックを皮切りに順次広範囲に災害派遣医療チーム(DMAT)の派遣を要請した。県外患者搬送については、航空搬送拠点臨時医療施設(SCU)を立ち上げて患者搬送を実施。その後順次日本医師会災害医療チーム(JMAT)、全日本病院協会災害時医療支援活動班(AMAT)などに業務を引き継ぐ[427]。
- 災害派遣精神医療チーム（DPAT）調整本部を熊本県内で立ち上げ入院患者の転院支援や避難所の巡回を実施[428]。
- 九州全域および中四国地域のドクターヘリに出動要請。熊本県、福岡県、長崎県、鹿児島県、山口県、岡山県、高知県の7機を熊本に配備し、佐賀県、大分県、宮崎県の3機が九州全域を、広島県、島根県、徳島県の3機が中四国全域をバックアップする体制を構築[427]。
- 水道に関しては職員派遣のほか、全国管工事業共同組合連合会および日本水道協会に職員派遣を要請[428]。

### 国土交通省
- 4月14日21時26分に非常体制をとり22時10分非常災害対策本部を設置。自治体支援のため、17日5時時点で大津町役場に照明車など計43台の災害対策用機械を派遣し、併せて災害対策現地情報連絡員（リエゾン）を2県16市町村に派遣した[429]。九州地方整備局は15日までにブルーシートや防寒用の毛布などの救援物資を益城町、西原村に届けている[430]。
- 九州地方整備局など全国の地方整備局から緊急災害対策派遣隊（TEC-FORCE）を派遣。全国の隊員が集結するのは2008年の設立以来はじめて[431]。
- 港湾局は所属船舶（大型浚渫兼油回収船「清龍丸」「白山」、海面清掃兼油回収船「おんど2000」「いしづち」、港湾業務艇「りゅうせい」「くるしま」ほか）により水や食料などの支援物資の緊急輸送を実施[432]。
- 九州地方整備局は調査観測兼清掃船「海輝」「海煌」により熊本港で飲料水の提供を実施[433]。
- 被災車両の自動車検査証有効期限について、道路運送車両法第61条の2の規定を適用し伸長を決定[434]。
- 南阿蘇村阿蘇大橋地区において、九州地方整備局が土留め壁設置と斜面対策工を実施する直轄砂防災害関連緊急事業に着手[435]。また、国道325号阿蘇大橋の災害復旧（再建）事業について道路法第13条第3項の規定（工事が高度の技術を要する場合）に基づく直轄代行事業として国が実施することを表明した[436]。
- 大規模災害復興法に基づく熊本県及び南阿蘇村からの要請に応じて、俵山トンネルを含む県道熊本高森線と阿蘇長陽大橋を含む南阿蘇村道栃の木〜立野線の災害復旧事業を国が代行することを表明した[437][438]。

#### 海上保安庁
- 4月14日9時半前に鹿児島県に災害対策本部を設置。巡視船21隻と航空機3機により、港湾や沿岸部などの被害状況調査に着手[439]。
- 15日6時半までには巡視船41隻と航空機8機に増強。特殊救難隊と機動救難士を派遣した[440]。また、三角港に巡視船2隻を派遣し、給水作業を実施[441]。17日より八代港、熊本港で巡視船4隻により給水・食料支援、入浴提供、携帯電話充電等の住民支援等を実施[442]。

#### 気象庁
- 4月14日に気象庁 機動調査班(JMA-MOT)を派遣（ヘリ調査：1班2名、地上調査4班11名）[443][444]。
  - 4月15日には揺れの大きかった熊本県の16市町村について、暫定的に大雨警報・注意報基準、土砂災害警戒警報基準の土壌雨量指数基準値を引き下げ[445]。
- 4月16日1時25分の地震の発生を受け、同日に熊本県、大分県、福岡県、佐賀県、長崎県、宮崎県で震度5強以上を観測した市町村について、暫定的に大雨警報・注意報基準、土砂災害警戒警報基準の土壌雨量指数基準値を引き下げて運用する[446][447]。加えて、洪水警報・注意報発表の基準となる流域雨量指数の基準値を引き下げて運用する[448]。
- 4月21日、大きな規模の地震の後に出していた「余震の発生確率」について、『震源が広域に広がる過去に例がない地震で、今後の予測は難しい』として今後発表しないことを決めた[449]。

### 環境省
- 4月15日7時40分、九州地方環境事務所に災害対策本部を設置。災害廃棄物処理支援ネットワークにより専門家および職員を派遣し、災害廃棄物対策を支援[450]。

### 防衛省
- 中谷元防衛大臣は震災対応を優先するため、フィリピン・東ティモール・インドへの訪問の中止を決定した[451]。
- 4月22日、陸上自衛隊員の輸送用にチャーターした貨客船「はくおう」を被災者の宿泊・食事・入浴などの休養施設として試験提供[452]。

#### 自衛隊
- 4月14日夜、防衛省は初動対処部隊『ファスト・フォース』[453] を派遣、航空自衛隊は「F2戦闘機」2機、海上自衛隊は「P3C哨戒機」1機、陸上自衛隊は多用途ヘリコプター「UH-1」「UH-60J」を2機派遣し情報収集に当たった[454]。
- 4月14日21時26分、熊本県知事より陸上自衛隊第8師団長に、16日1時25分、大分県知事より西部方面特科隊長にそれぞれ人命救助に係る災害派遣要請[455][456]。加えて、大分県知事から16日6時13分に第4戦車大隊長、同日7時55分に第41普通科連隊長にも災害派遣要請[456]。
- 4月16日2時45分、中谷防衛大臣より陸上自衛隊西部方面総監（小川清史 陸将）を指揮官[456] とする陸海空3自衛隊による統合任務部隊(JTF-鎮西 "鎮西任務部隊")[457] を編成するための自衛隊行動命令が発令された[458]。同日4時55分に陸災部隊（人員約13,000名）、海災部隊（人員約1,000名）、空災部隊（人員約1,000名）の部隊を編成し活動開始[456][459]。
- 4月17日より、自衛隊は2万人を対応に増強し[460]、28日までに陸上自衛隊は被災地の九州を管轄する西部方面隊を中心に北部・東北・東部・中部すべての方面隊が部隊を派遣したほか中央即応集団の第1ヘリコプター団や大臣直轄の航空学校も投入された。また、海上自衛隊は護衛艦「ひゅうが」「いずも」「やまぎり」「あたご」「きりさめ」などの艦艇や救難飛行隊を有する航空部隊など、航空自衛隊は第5・第8航空団をはじめとする航空隊や救難隊などを投入し、総数は約26,000人となった[456][461]。
- 即応予備自衛官の招集を17日午後の持ち回り閣議で決定し、防衛大臣より招集命令が発令。規模は最大300人程度で、招集は東日本大震災以来2回目[462]。
- 4月28日10時24分に大分県知事からの災害派遣の撤収要請[463]、5月10日に「平成28年熊本地震に対する大規模震災災害派遣の終結等に関する自衛隊行動命令」および「平成28年熊本地震に対する即応予備自衛官の災害等招集命令の実施及び出頭した即応予備自衛官の受入れに関する自衛隊行動命令に規定する招集の実施の終期を定める自衛隊行動命令」を発出。統合任務部隊（JTF-鎮西）の編成の解除および、即応予備自衛官の招集が終了した[464]。終了後も増強体制のまま、西部方面隊が災害派遣活動を担当した[456]。
- 5月30日、中谷防衛大臣は熊本県の蒲島知事からの要請に基づき、災害派遣活動に従事している自衛隊部隊の撤収を命じた[456][465]。

### 政党
- 4月14日夜、自民党・公明党・民進党の3党は党幹部を各々の党本部に招集し、独自に対策本部や緊急情報連絡室を設置[466]。後日共産党[467]・おおさか維新の会[468]・社民党も災害対策本部を設置[469] したが、目立った活動は実施せず、共産党に至っては収集した義援金の一部を自己の政治資金に転用したことが疑われるような行動を取った（#問題発言、問題行動などにて詳述）。
- 4月28日に日本共産党は小池晃書記局長を熊本県に派遣し、第1次分合計として900万円を被災地の自治体首長に手渡した[470]。また関係団体の民医連も70名ほどの医療チームを被災地に派遣している[471]。

### 地方公共団体
熊本県と、熊本県内市町村（熊本市を除く）に対しては、被災直後より九州地方知事会が「九州・山口9県災害時応援協定」（2011年10月31日締結）に基づいて支援を行っており、熊本県には九州・山口地方の各県から応援要員が派遣されているほか、各市町村への支援には被災自治体ごとに支援担当県を割り振る「カウンターパート方式」を採用し、九州地方知事会事務局（大分県）によるマッチングにより以下の13市町村に各県と当該県内の市町村が応援要員を派遣している。なお、3町には「関西広域連合と九州地方知事会との災害時の相互応援に関する協定」（2011年11月21日締結）に基づいて関西広域連合から派遣され、嘉島町には熊本県と災害時の相互応援に関する協定を結んでいる静岡県 と、静岡県から要請を受けた福島県から職員が派遣されている。さらに、被害の大きい南阿蘇村に対しては全国知事会に応援を要請し応援要員を送り込んでいる。
- 菊池市 ← 長崎県
- 宇土市 ← 長崎県、沖縄県
- 宇城市 ← 鹿児島県
- 阿蘇市 ← 宮崎県、長崎県
- 菊池郡大津町 ← 関西広域連合
- 菊池郡菊陽町 ← 福岡県、関西広域連合
- 阿蘇郡西原村 ← 佐賀県
- 阿蘇郡南阿蘇村 ← 大分県、全国知事会
- 上益城郡御船町 ← 山口県
- 上益城郡嘉島町 ← 静岡県、福島県
- 上益城郡益城町 ← 福岡県、関西広域連合
- 上益城郡甲佐町 ← 鹿児島県
- 上益城郡山都町 ← 宮崎県

一方、政令指定都市である熊本市に対しては「21大都市災害時相互応援に関する協定」（2012年4月1日発効）に基づいて東京都及び各政令指定都市が支援を行っており、4月16日には指定都市市長会が現地支援本部を設置している。
また、北海道から沖縄まで各地の自治体から災害派遣医療チーム・災害派遣精神医療チーム (DPAT)、支援物資、給水車、応急危険度判定士などが派遣されているほか、全国知事会・全国市長会・全国町村会が罹災証明に係る受付業務等の要員及び建物被害認定調査要員を中心に人的支援を行っている。

### 日本赤十字社
16日、茨城県支部はブルーシート700枚を提供。高知県支部は救護班を、鳥取県支部は救護班9人を派遣した。秋田県支部は18日、救護班派遣を決定、滋賀県支部も医療救護班17人を、名古屋市からは日赤医療救護班が 派遣された。

### メディア
テレビは日本放送協会・各民放テレビ局とも4月14日21時26分の地震発生から順次、放送中の番組を中断・休止し、緊急報道特別番組を熊本や福岡にある系列局からのリポートを交えて放送した。NHKはインターネット（NHKの公式サイト）でテレビの報道特番を同時配信した。日本テレビは同社が運営する日テレNEWS24のホームページで震災関連ニュースを再送信した。テレビ朝日は同社が関係するAbemaTV（同年4月11日に開局）に報道特番を同時配信した。一方、熊本県に系列局の置局がないテレビ東京は地震関連の緊急特番を組まず、通常放送する番組をそのまま放送していた（ただし、隣県の福岡県にあるTXN系列局のTVQ九州放送では地震情報としてL字型テロップ表示を使って情報提供をすることで対応）。JNN系列の熊本放送は16日1時25分の本震の瞬間を益城町役場の駐車場から生中継した。
ラジオでもNHK・民放ともに地震関連の報道特番に切り替えた。このうち地元AM局・熊本放送（ラテ兼局）はテレビ（JNN全国ネット）とのサイマル放送（ただしラジオでは途中で自社発の差し替えを挟む。）に切り替え、翌15日の午前中のワイド番組をすべて中止し、正午まで地震関連の報道特番として放送。なお、この間CMは一切放送されなかった。地元FM局・エフエム熊本（FMK）は、TOKYO FMをキー局とするJFNの報道特別番組を放送した。
コミュニティFMの対応としては、熊本市内を放送エリアとするの熊本シティエフエム（熊本県熊本市、コールサイン JOZZ0AB-FM）が、熊本地震を受け、4月18日から通常の放送を休止し、地震や生活支援の情報を伝える熊本市の臨時災害放送局「くまもとさいがいエフエム」（79.1 MHz、コールサイン JOYZ0O-FM）を局内に開設、放送を開始。熊本市内や益城町の一部を放送エリアとし、避難所や給水所、銭湯、交通機関などの生活情報を断続的に伝えている（30日まで）。また、熊本シティエフエム以外の被災地域のコミュニティFM（エフエムやつしろ（熊本県八代市）・エフエム小国（熊本県小国町）・FMなかつ（大分県中津市）・エフエム佐伯（大分県佐伯市）・ゆふいんラヂオ局（大分県由布市））も地域の避難所情報等を放送している。さらに、熊本シティエフエムのような常設のコミュニティFM局を転換するのではなく、新規に、こうささいがいエフエム（熊本県甲佐町 80.7 MHz 4月23日）・みふねさいがいエフエム（熊本県御船町84.7 MHz 4月25日）・ましきさいがいエフエム（益城町 89.0 MHz 4月27日）の3局の臨時災害放送局が開局し放送を開始した。
新聞は、地元紙の熊本日日新聞が朝刊の1面と社会面および夕刊1面の紙面イメージを無料公開している（5月6日時点で継続中）。全国紙では朝日新聞がオンライン有料サービス「朝日新聞デジタル」を無料開放した。また毎日新聞も、定期購読者限定の紙面イメージ閲覧（有料）を西部本社発行版（朝刊のみ）に限り無料開放した。この他、読売新聞では西部本社発行の朝刊1面と総合面、社会面および熊本県版の紙面イメージを公式サイト「YOMIURI ONLINE」で一時期臨時公開していた。

### 民間企業
大手コンビニエンスストアチェーン各社では緊急の支援物資として、セブン-イレブンはおにぎりと2リットル入り飲料水のペットボトルをそれぞれ1000個ずつ、ファミリーマートは555ミリリットル入り飲料水のペットボトルとおにぎりをそれぞれ500個ずつ、ともに益城町役場に、ローソンは500ミリリットル入りのペットボトルの水、カップ麺、割り箸などを熊本市の熊本県民総合運動公園陸上競技場に配送していった。
イオン九州の熊本県内の店舗では店内が使えず臨時休業となっている代わりに、食料や飲料水を駐車場の臨時売り場で販売する措置を取っている。また、自治体からの要望に応える形で食料品や毛布などの物資提供を親会社のイオンやイオンリテールと共同で行っている。物資輸送は日本航空（JAL）との緊急輸送協定に基づき、発送地から長崎空港までの輸送はJALが、長崎空港から御船町の集積地までは陸上自衛隊が輸送を担当している。また、災害用大型テントの設置を陸上自衛隊やJALと共同で実施している。集積先はローソンと同様、熊本県民総合運動公園陸上競技場となっている。
牛丼チェーンの『すき家』を運営するゼンショーホールディングスは益城町の避難所で自社が所有するキッチンカーによる炊き出しを行い、牛丼のミニサイズを約1000食ほど被災者に提供した。同じく牛丼チェーン大手の吉野家は、避難所となっている西原村の小学校で牛丼1000食を提供。なお、吉野家の運営会社によると、西原村のほか甚大な被害があった益城町で実施することとしている。カレー屋チェーンのCoCo壱番屋も自社所有のキッチンカーを使って、カレー約600食を被災者に提供した。また、地元・熊本に本店を置くラーメンチェーン・桂花ラーメンは、系列の味千ラーメンとともに避難所を回ってラーメンの炊き出しを実施した。
非常用缶詰パンを販売している株式会社パン・アキモトは日本国際飢餓対策機構と連携して小規模な避難所を中心に回り、3600食分の缶詰を提供した。
大手家具販売チェーンのニトリは、毛布500枚・座布団300枚を宇土市に提供した。民放ラジオ局のニッポン放送は被災地に対してラジオ500台を提供することを発表、地元のラジオ局・熊本放送を通じて被災地に配布される。
美容外科の高須クリニックは水など支援物資をヘリコプターを使い、被災地に輸送した。なお救援物資は高須クリニックの高須克弥院長自らのポケットマネーによるもので、輸送や運搬にもすべて高須院長が同行し、自ら被災地に提供した。また1000万円の寄付を行った。通信販売大手のジャパネットたかたもテレビ・ラジオ等で4月21日に紹介した通販のうち、4つの商品の売上金を全額被災地への支援金として寄付することを髙田明前社長が発表した。
由利高原鉄道（秋田県）、ひたちなか海浜鉄道（茨城県）、いすみ鉄道（千葉県）、若桜鉄道（鳥取県）の第三セクター鉄道4社は4月29日、甚大な被害を受けた南阿蘇鉄道の復旧を支援するために復興記念切符を発売した。
プラモデルメーカーのタミヤは被災地支援の一環として自社の展開するプラモデルシリーズ「ミニ四駆PRO」シリーズにおいて「ライキリ」の限定特別仕様車「がんばれ!熊本 ミニ四駆 (くまモン版)」を6月より発売する。本商品の利益(最終的に710万円となった)は全額タミヤから熊本県へ寄付された。

### 通信
NTT西日本は、熊本県・大分県の全域で公衆電話の無料化を行い、硬貨を使わなくても電話をかけられるようにした。
無線LANビジネス推進連絡会が2014年に5月に運用を開始した大規模災害時に誰でも利用できる公衆Wi-Fi接続スポットのネットワーク「00000JAPAN」が、世界初の試みで無料開放された。NTTドコモ・KDDI・ソフトバンクの携帯電話各社、ワイヤ・アンド・ワイヤレス、熊本県などが提供している。
Facebookでは、Facebookの友人に安否を知らせられる災害用サービス「災害時情報センター」を熊本県全域と九州地方の一部で提供開始した。
Airbnbでは被災者に宿泊場所を無料で提供できる緊急災害支援を発表した
。
LINEでは固定・携帯電話回線向けの電話サービス「LINE Out」を1回あたり10分間無料で解放した。Viberも同様のサービス「Viber Out」を同じく1回あたり10分間無料で解放したが、「電話回線の混雑を助長するものではないか」と指摘された。なお、LINEでは「熊本地震 被災地支援スタンプ」を販売し、売上金全額を日本赤十字社を通じて義援金として寄付することも発表している。
Twitterには商品が散乱するコンビニエンスストアの店内、自宅の家具が倒れた様子、本が落ちて本棚が空っぽになった様子、隆起した道路、倒れた電柱などを撮影した画像などが相次いでアップロードされた。
Twitter、LINE、FacebookなどのSNS運営側、公的機関、東日本大震災を体験した人や著名人などから、被災地の人々へのアドバイスや情報提供も多数寄せられた。一方これらSNS上ではデマ拡散も見られた（#デマ情報）。

### 宗教団体
臨床宗教師
臨床宗教師や地元九州の宗教者たちが結集し、支援のためのネットワークが発足、情報交換や連携を密にしていく態勢を固めた。臨床宗教師が軸になって災害で広域的に協力する初めての例になる。

### 暴力団
4月15日ごろから神戸山口組（前年に山口組から分裂）の熊本市中央区に拠点を置く直系組織が、熊本市で被災者に食料や日用品を配布する支援活動を開始した。

## 国際社会の対応

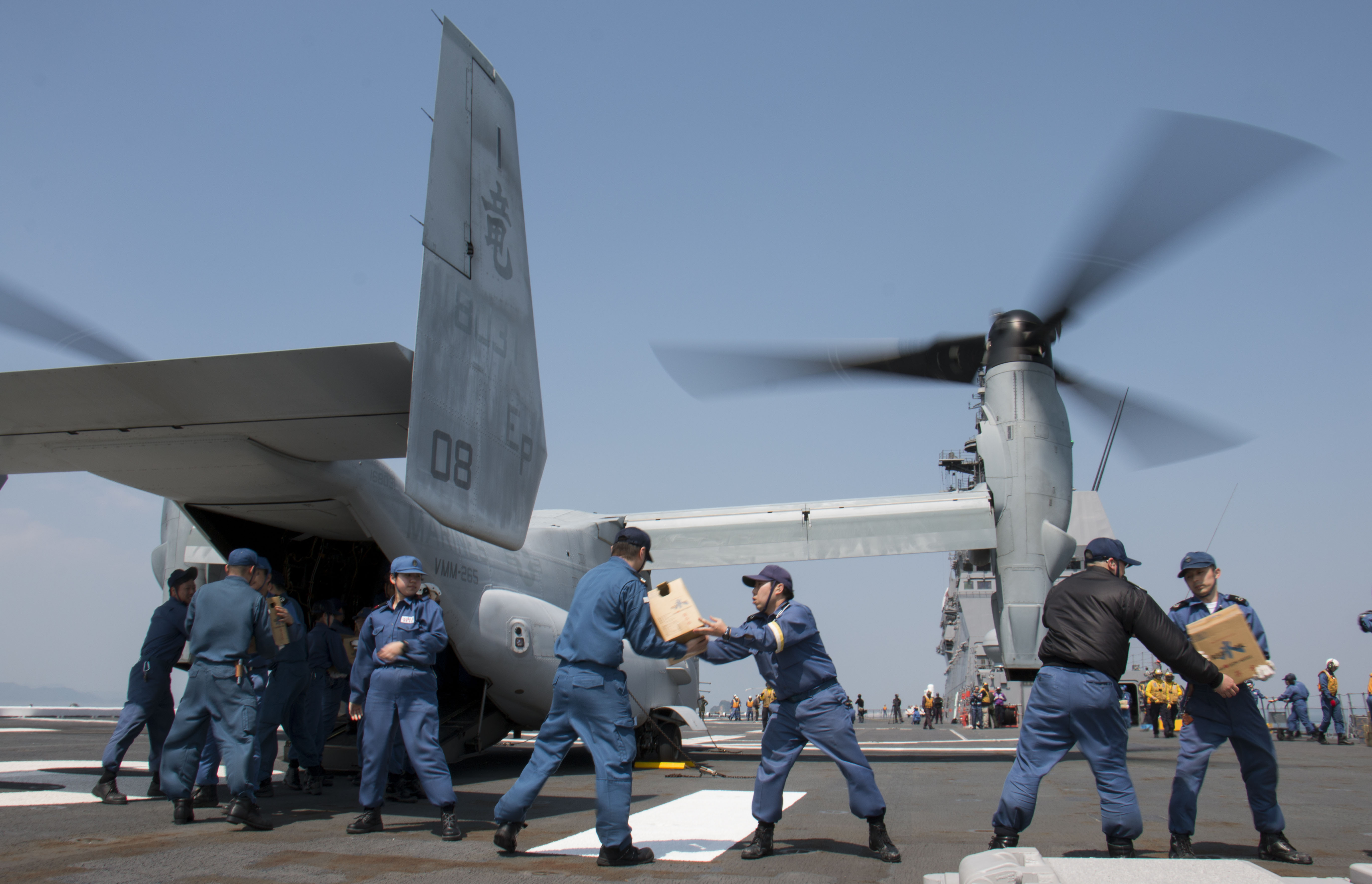
4月19日、八代海に停泊した海上自衛隊の護衛艦ひゅうがで、救援物資の積み込みを受けている在日米軍海兵隊第265海兵中型ティルトローター飛行隊のオスプレイ

アメリカ合衆国
国務省のジョン・カービー報道官は4月14日の記者会見で「我々は熊本の人たちと共にあります」と語り、今回の地震で日本政府よりアメリカへ支援要請があった場合には「受け入れる用意がある」との意思を明らかにした。これを受け日本政府は17日、在日米軍に対し被災地支援の協力を要請。在日米軍が所有し、アメリカ軍普天間飛行場に所属するオスプレイ4機やC130輸送機を使って自衛隊員や援助物資を輸送する。なお、オスプレイが実際の災害に派遣されるのは、この熊本地震が初。

17日、在日米軍普天間飛行場からオスプレイ2機が向かい、岩国基地経由で陸上自衛隊高遊原分屯地で物資を積み、18日午後5時過ぎ南阿蘇村の白水運動公園に着陸した。これがオスプレイにとって日本の災害支援への初参加となった。
中華民国 (台湾)
14日夜、次期総統である民主進歩党の蔡英文主席は「被害が最小限に抑えられ、日本の友人たちが無事であるよう願います」とのコメントを発表、15日に馬英九総統は、安倍首相に見舞いの書簡を送った。台北市の柯文哲市長は哀悼の意を表明、基隆市、新北市などと共同で救助隊派遣の用意を完了した。高雄市の陳菊市長は給与1か月分を寄附、支援に備えるよう指示。それに続いて台南市の頼清徳市長、台中市の林佳龍市長、桃園市の鄭文燦市長もそれぞれ給与1か月分を寄附することを表明している。中華民国政府は16日までに6500万円、民主進歩党は1000万円 の寄附を表明、外交部は約1500人の九州旅行の台湾人観光客の無事を確認した。
ロシア
訪日中のセルゲイ・ラブロフ外務大臣は15日、岸田文雄外務大臣との記者会見において「地震被害と犠牲者に心からお見舞いを申し上げます」と述べるとともに、「日本の要請があれば、こうした事態に支援に駆け付ける用意がある」と表明し、緊急援助隊派遣の用意があることを明らかにした。ウラジーミル・プーチン大統領は16日、安倍首相に哀悼の意を表明する書簡を送った。
フランス
フランス外務・国際開発省は15日に哀悼と連帯の意を表し、在日フランス人に警戒を呼びかけた。23日にはパリのアクリマタシオン庭園で被災者との連帯を示すサクラの植樹式が市民ら約300人により行われ、外務省から鈴木庸一駐フランス大使が出席した。
大韓民国
尹炳世外交部長官は15日、地震犠牲者への哀悼の意を示すメッセージを岸田外務大臣に送った。また、外交部は、在留韓国人のための支援チーム派遣を決定した。在福岡韓国総領事館は熊本県や大分県内で足止めされている韓国人観光客らを福岡空港に移送するバス6台を用意し、18日、朴槿恵大統領は安倍首相にお見舞いの電報を送った。また韓国外務省は22日、被災者支援のため、10万ドル（約1100万円）相当の救援物資（毛布やテント、飲食料品など）を送ると発表。同じ日、救援物資を乗せた韓国空軍所有のC130輸送機2機が熊本空港に到着、救援物資は自衛隊によって各避難所に送られた。
中華人民共和国
外交部の陸慷報道局長は16日、「死亡した人への哀悼と、遺族や負傷者へのお見舞いを示す」とする談話を公表し、日本政府にも見舞いを伝達した。習近平国家主席は、18日天皇に「犠牲者への深い哀悼と遺族や負傷者への心からのお見舞い」を伝える電報を送った。20日、李克強首相は安倍首相にお見舞いの電報を送った。23日、中国駐日大使・程永華が熊本を訪問して蒲島熊本県知事と会談し、その中で被災地に対し約5200万円相当の支援を提供することを表明した。
欧州連合
フェデリカ・モゲリーニ外務・安全保障政策上級代表 (外相)は16日、「日本は天災に際しても常に復興を遂げる力を証明してきました」と指摘し、哀悼の意を示すとともに、「あらゆる支援を提供する用意」があるとする声明を発表。
タイ
国王ラーマ9世は16日、「悲劇的な地震の報告に心を痛めています」と声明。プラユット・チャンオチャ暫定首相は安倍首相に見舞いの書簡の中で「要請があれば日本に支援を提供する用意があります」と伝えた。
インド
ナレンドラ・モディ首相は16日、「多大な犠牲と損害に心を痛めている。私の心は犠牲者遺族と共にあります」とTwitterに投稿した。
イギリス
デーヴィッド・キャメロン首相は16日、「熊本からのニュースを聞き悲しんでいます。私の気持ちは日本で地震の影響を受けたすべての人々と共にあります」、「われわれは支援のため、できることは何でもします」とTwitterに投稿した。
ドイツ
ドイツ外務省は熊本大分両県を訪れないよう、また日本の警察などの指示に従うようドイツ国民に勧告した。
ウクライナ
ウクライナ首脳もTwitterに哀悼の意を表明した。
バチカン
ローマ教皇フランシスコも17日、バチカンで開催した正午の祈りの集会の席上、日本・熊本地震及びエクアドル地震の為に「神のご加護を祈ろう」と語り、地震被災者のための祈りを捧げた。
オーストラリア
ジュリー・ビショップ外相は17日、「われわれの心は日本の皆さんと共にあります。必要なら、あらゆる支援を提供する用意がある」との声明を発表した。
パラオ
トミー・レメンゲサウ大統領は18日、犠牲者や遺族に「心よりお悔やみを申し上げます」とした書簡を安倍首相に送った。
駐日外国政府観光局協議会（ANTOR-JAPAN）
ANTOR-JAPANは「熊本地震募金・救援物資支援」の活動を開始した。会員である各国の政府観光局へ募金と救援物資の協力を呼びかけ、特に海外からの訪日旅行中に被災し、生活物資の不足に陥っている旅行者を支援すると発表した。
フィンランド
マヌ・ヴィルタモ駐日大使は4月27日、日本フィンランド友好議員連盟の小池百合子会長とともに液体ミルクを渡した。
ガンデンポタン（チベット亡命政府）
大阪にて仏教の教義などについて講演を行うため来日したダライ・ラマ14世は「悲しいことですが、落胆すべきではありません。決意を持って臨むべきです。そうすれば必ず復興できるでしょう」と語った。

## 関連する犯罪・問題行為
地震被害により環境・情勢などが変化したために起きた主な犯罪や問題行為、人災（第二の災害）について述べる。

### 犯罪
- いわゆる「火事場泥棒」として被災住家を狙う空き巣犯罪が多発している[556]。
- 香川県では地震の寄付金名目で現金30万円を詐取する被害が起きた[557]。
- 京都府では地震の復興住宅の購入権があるとの虚偽の情報を持ち掛け、現金約9400万円を詐取する事件が発生した[558]。
- 警察庁は地震被害に便乗した詐欺や悪質商法などに対して注意呼びかけを行っている[559][560]。

### デマ情報
前震発生以降、Twitterでは「動物園からライオンが逃亡した」「熊本の朝鮮人が井戸に毒を投げ込んだ」などの悪質なデマが相次いで投稿され、拡散した。
その中でも前震の直後、道路にライオンが立っている写真（南アフリカ共和国・ヨハネスブルグで撮影されたもの）と共に「地震のせいでうちの近くの動物園からライオン放たれた」という虚偽の内容文をTwitterへ投稿した神奈川県在住の男は、熊本市動植物園の業務を妨害した偽計業務妨害の疑いで同年7月20日に逮捕された（翌、2017年3月22日に起訴猶予処分）。警察によれば、災害時にデマを流し業務妨害をしたとして逮捕されるのは日本で初という。

### 問題発言、問題行動など

#### 政党・政治家
本震災発生後になされた、本震災に関する著名人の発言のなかには、「不適切」との批判が寄せられるなど物議を醸すものもあった（以下、役職地位名等は当時時点のもの）。
- 民進党の公式Twitterが（東日本大震災の際に）「一部の自民党の有力議員が原発対応についてデマを流して（民主党）政権の足を引っ張ったのも有名な話」などと投稿、後に削除[565][566]。
- 共産党の香西克介衆議院東京3区立候補予定者がTwitterで救援募金を政党活動資金に流用するとも取れる投稿、後に党書記局長が謝罪訂正し削除[567][568]。
- おおさか維新の会共同代表の片山虎之助参院議員が「大変タイミングのいい地震だ」と発言、後に陳謝[569]。
- 松本文明内閣府副大臣は15日から現地対策本部長として熊本入りしたが不満や暴言が目立ち、被災地自治体側からも批判を受け20日に酒井庸行内閣府政務官と交代した。西日本新聞はこれを「事実上の更迭」と評した[570][571]。
- 舛添要一東京都知事は4月22日の定例記者会見で、自身の高額出張費問題の一因となったスイートルームの使用について「熊本地震対策会議」のために使ったと答えた[572]。なお、舛添は地震発生時、アメリカに出張中であったが、帰国せずに全米桜祭りに参加していたことなどが問題になり、都議会でも取り上げられた[573]。

#### マスメディア
不適切な取材行動に対する指摘や抗議がなされ、謝罪があった。
- 関西テレビ・仙台放送関連会社 - 2016年4月17日朝、取材中の関西テレビ中継車が、現地ガソリンスタンドの給油待機列に割り込んで給油を行い、目撃者によるTwitterへの写真付き投稿によってその事実が拡散された。また17日午後、仙台放送の関連会社社員が、Twitter上で虚偽の事実を語って中継車側を擁護する投稿を行った。関西テレビは翌18日に、仙台放送は19日に公式サイト上で事実関係を認め、謝罪した[574][575][576]。

#### 国や自治体等によるもの
国土交通省熊本復興事務所が地震で破壊された阿蘇大橋を別の場所に移転し架け替える工事において、阿蘇ジオパークの一つである立野峡谷の柱状節理が幅約110 mに亘り破壊されていたことが判明。同省は熊本県に対し柱状節理の破壊について説明しておらず、反対派市民団体などから批判の声が強く出ている。

#### 研究者によるもの
2017年9月末日ごろに、土木学会のホームページにおいて大阪大学などの研究者が論文発表していた4月16日の震度7本震の地震波データ に問題があることが発表され、日本地震学会からもリンクされた。大阪大学や京都大学はこの問題について調査を開始した。問題が指摘されているデータは大阪大学の准教授が臨時に設置した地震計によるものであって気象庁が発表したデータではなかったが、国土交通省による熊本地震の被害原因分析の報告書において引用がなされていた。2019年3月15日に大阪大学は、調査結果を公表し、調査期間中に死亡した准教授が地震計の観測データを捏造していたと明らかにした。他の機関が観測したデータを加工するなどし、論文に使用していた。このため、大阪大学は准教授の論文5本を不正と認定し、取り下げる手続きに入った。国土交通省は、地震の分析は他の多くの研究結果と合わせて行っているため影響はないとしている（詳細は「科学における不正行為#不正行為の具体例」を参照のこと）。

#### その他
- 復興工事に関わった下請業者に対し代金の未払いが相次いでおり、熊本県などに多数の相談が寄せられている。人手不足などによる多重下請が背景にあると考えられており、県などは業界への指導に乗り出している[585]。
- 南阿蘇鉄道が、熊本地震の復興支援プロジェクトとして同鉄道で運転士として勤務する地域おこし協力隊の隊員10人に対し、2020年度以降に給与の一部を支払っていなかったことが、2024年2月に発覚した。高森町と南阿蘇村では、同鉄道に勤務の協力隊員の活動時間を1ヵ月に120時間以内と定め、これを超過する分について同鉄道と協力隊員との間で個別に雇用契約を結んでいるが、2020年度以降に多額の未払いがあったことが、報道機関への情報提供により判明した。未払いの額は、2023年4月から10月の間だけでも合わせて190万円に及んでおり、同鉄道は、今後は労務管理の改善を図るとしている[586]。さらに同年5月に、この件で菊池労働基準監督署から是正勧告を受けていたことも判明している[587]。

## 復旧・復興

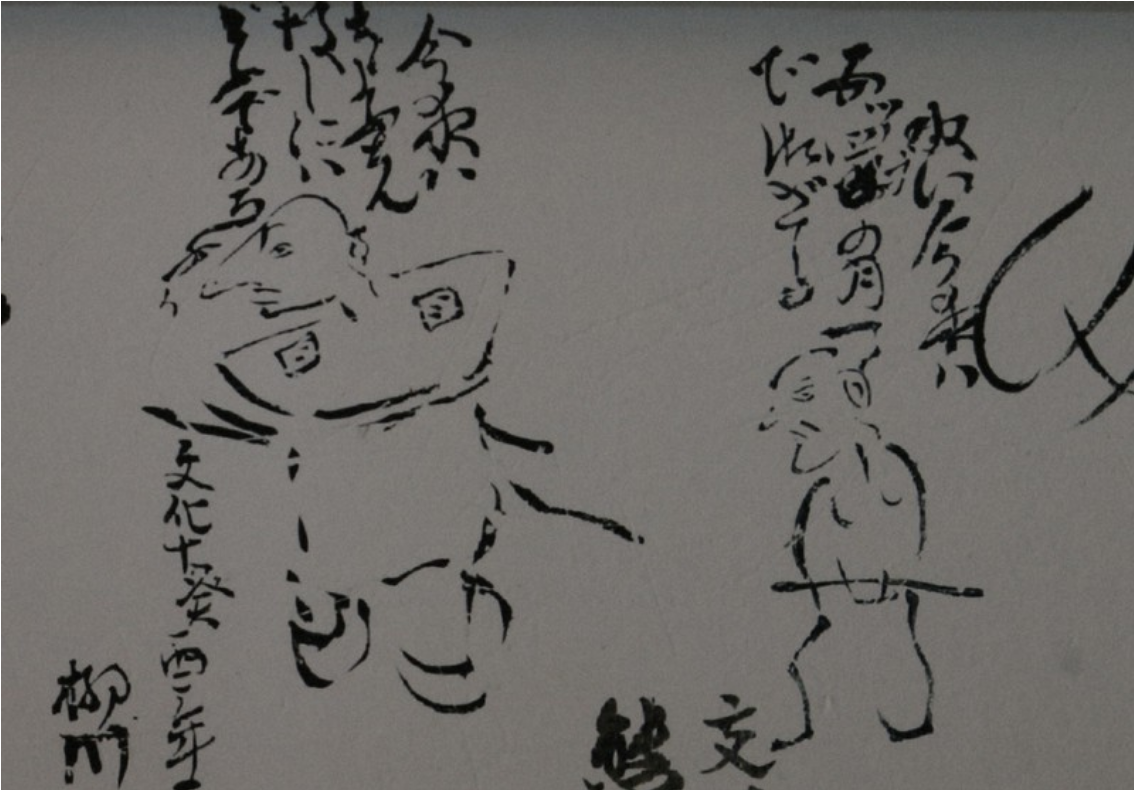
復旧工事で見つかった飯田山常楽寺(益城町)の江戸期の文化～天保年間（19世紀前半）漆喰壁に描かれた落書き。俳句とともに武士の姿をユーモラスに描いたもの。

### 災害ボランティア
被災した熊本市では4月22日に熊本市災害ボランティアセンターを設置、同日より災害ボランティアの受け入れを開始した。熊本市に先駆けて同県菊池市、宇土市は18日、南阿蘇村も20日から、益城町は21日よりボランティア受け入れを開始している。

### 建造物被害当事者向けの対応
熊本市にて地震により在住住居が全半壊する被害を被った被災者へ向けて、無償で入居出来る熊本市市営住宅の入居申し込みが4月23日より開始された。この申込者には現住住居がなく車中泊生活している被災者も含まれており、在住許可は抽選で決定されることになっている。熊本市住宅課は抽選に漏れた被災者への後日対応として、この無償市営住宅以外にも被災者向けの住宅確保を急ぎたいとしている。
被災者向けの仮設住宅への入居は、6月5日に甲佐町で最初に始まり、特に被害の大きかった益城町では6月14日に始まった。

### 二重ローン問題対策
2016年4月から運用開始された「自然災害による被災者の債務整理に関するガイドライン」 が適用される。地震の影響により債務の返済が困難になった、個人の住宅ローンや個人事業主のローンなどの債務が対象となっている。全国銀行協会は、災害救助法の対象外地域でも金融機関が事情に応じて対応すると発表した。熊本地震が本ガイドラインの初適用となる事例である。

## 国際共同研究
科学技術振興機構は、5か国が参加する国際共同研究を始めると発表した。